# Freiheitsstatue

Die Statue auf Liberty Island

Die Freiheitsstatue (englisch Statue of Liberty, offiziell Liberty Enlightening the World, auch Lady Liberty; französisch La Liberté éclairant le monde) ist eine von Frédéric-Auguste Bartholdi geschaffene neoklassizistische Kolossalstatue zwischen New York City und Jersey City. Sie steht auf Liberty Island im New Yorker Hafen, wurde am 28. Oktober 1886 eingeweiht und ist ein Geschenk Frankreichs an die Vereinigten Staaten. Die Statue ist seit 1924 Teil des Statue of Liberty National Monument und seit 1984 als Weltkulturerbe der UNESCO klassifiziert.
Die Statue stellt die in Roben gehüllte Figur der Libertas, der römischen Göttin der Freiheit, dar. Die auf einem massiven Sockel stehende Figur aus einer Kupferhülle auf einem Stahlgerüst reckt mit der rechten Hand eine vergoldete Fackel hoch und hält in der linken Hand eine Tabula ansata mit dem Datum der amerikanischen Unabhängigkeitserklärung. Zu ihren Füßen liegt eine zerbrochene Kette. Die Statue gilt als Symbol der Freiheit und ist eines der bekanntesten Symbole der Vereinigten Staaten. Mit einer Figurhöhe von 46,05 Metern und einer Gesamthöhe von 92,99 Metern gehört sie zu den höchsten Statuen der Welt, bis 1959 war sie die höchste.
Bartholdi wurde von dem französischen Juristen und Politiker Édouard René de Laboulaye inspiriert, der 1865 erklärt hatte, dass jedes Monument, das zu Ehren der amerikanischen Unabhängigkeit errichtet würde, ein gemeinsames Projekt der Völker Frankreichs und der Vereinigten Staaten sein müsse. Wegen der angespannten politischen Lage in Frankreich begannen die Arbeiten an der Statue erst in den frühen 1870er Jahren. Laboulaye schlug 1875 vor, die Franzosen sollten die Statue und die Amerikaner den Sockel finanzieren sowie den Bauplatz bereitstellen. Bartholdi vollendete den Kopf und den Fackelarm, noch bevor das endgültige Aussehen der Statue feststand. Diese Teile wurden bei Ausstellungen der Öffentlichkeit präsentiert. Die Finanzierung erwies sich insbesondere auf amerikanischer Seite (für den Sockel) zunächst als schwierig, so dass die Arbeiten am Sockel 1885 wegen Geldmangels von der Einstellung bedroht waren. Joseph Pulitzer veranstaltete daraufhin mit seiner Zeitung New York World eine Spendenkampagne zur Vollendung des Projekts. Die Statue wurde schließlich in Frankreich vorgefertigt, provisorisch zusammengebaut, dann wieder in Einzelteile zerlegt nach New York transportiert und auf der damals Bedloe’s Island genannten Insel zusammengesetzt. Präsident Grover Cleveland weihte sie am 28. Oktober 1886, am Bartholdi-Day, ein.
Für den Unterhalt und die Verwaltung war bis 1901 das United States Lighthouse Board, die Bundesbehörde für Leuchttürme, zuständig. Anschließend übernahm das Kriegsministerium diese Aufgaben. Seit 1933 gehört die Statue zum Zuständigkeitsbereich des National Park Service. Im Jahr 1938 war sie wegen Renovierungsarbeiten erstmals für die Öffentlichkeit gesperrt. In den frühen 1980er Jahren war die Bausubstanz so stark abgenutzt, dass eine umfassende Restaurierung notwendig war. Von 1984 bis 1986 wurden die Fackel und ein großer Teil der inneren Struktur ersetzt. Nach den Anschlägen vom 11. September 2001 und nach Hurrikan Sandy war die Statue jeweils zeitweise geschlossen.

## Planungs- und Baugeschichte

### Ursprüngliche Idee

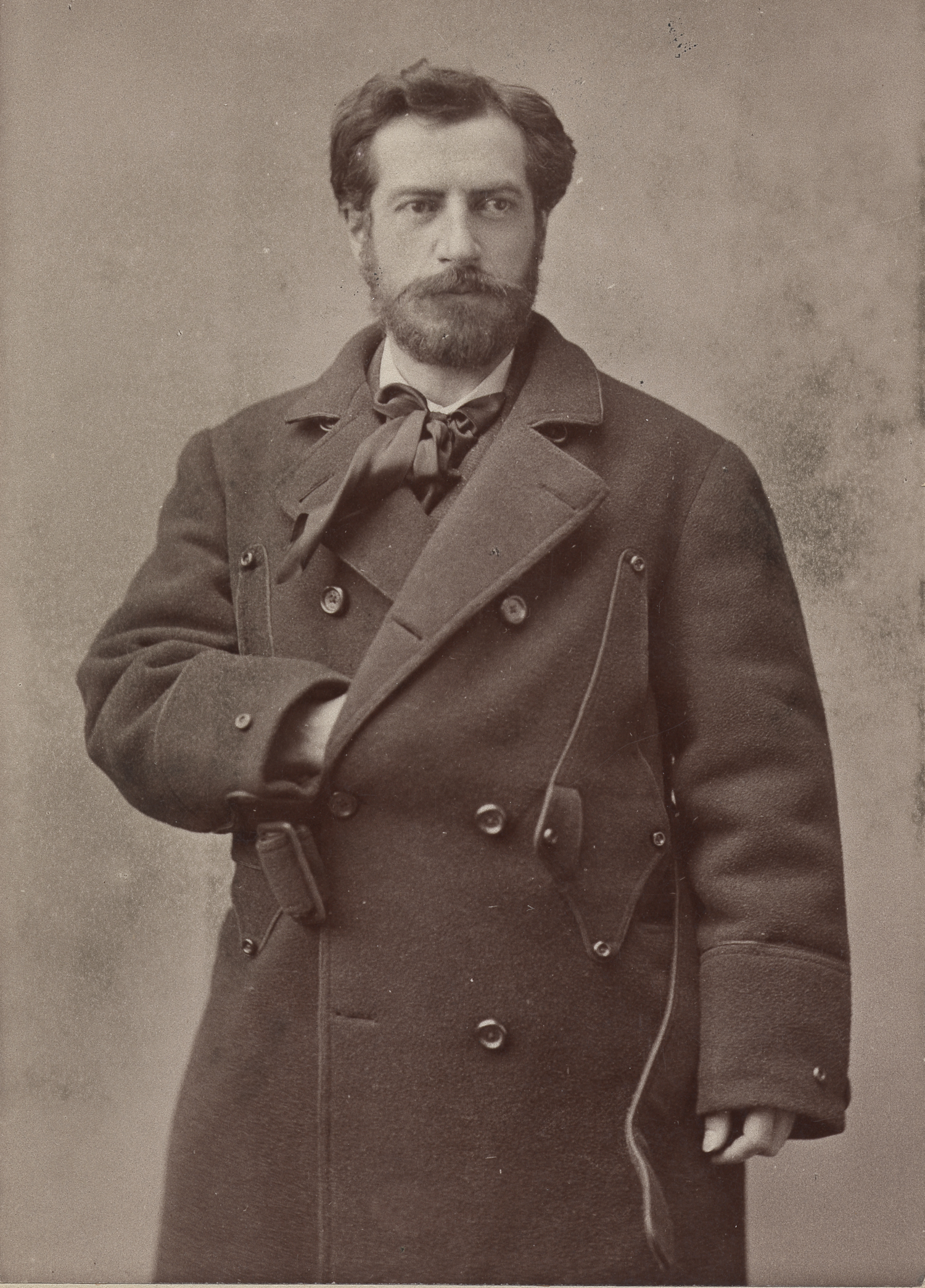
Der Bildhauer Frédéric-Auguste Bartholdi, der die Freiheitsstatue entwarf und ihre Errichtung maßgeblich vorantrieb, auf einer Fotografie von Napoleon Sarony aus dem Jahr 1880

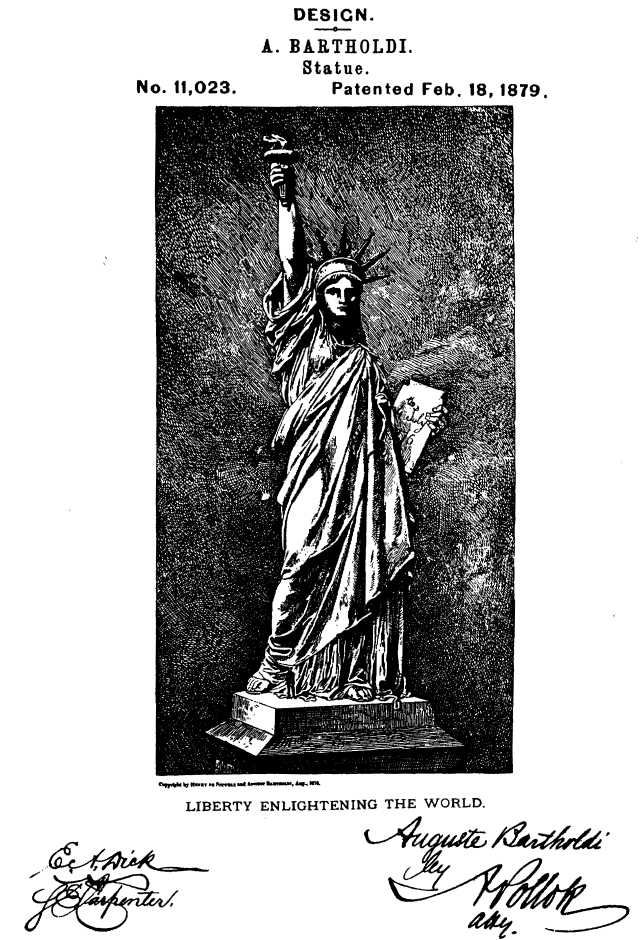
Bartholdis Designpatent (1879)

Die Idee für das Projekt der Freiheitsstatue geht auf eine Bemerkung zurück, die der französische Jurist und Politiker Édouard René de Laboulaye im Jahr 1865 machte. Bei einem Gespräch nach einem festlichen Abendessen in seinem Haus bei Versailles bemerkte der begeisterte Anhänger der Nordstaaten während des Sezessionskriegs: „Sollte ein Denkmal in den Vereinigten Staaten errichtet werden, das an ihre Unabhängigkeit erinnert, dann denke ich, dass es nur natürlich ist, wenn es durch vereinte Kräfte entsteht – ein gemeinschaftliches Werk unserer beiden Nationen.“
Laboulayes Bemerkung war nicht als konkreter Vorschlag beabsichtigt, doch sie inspirierte den Bildhauer Frédéric-Auguste Bartholdi, der beim Festessen als Gast anwesend war. Angesichts des monarchistischen Staatssystems Frankreichs unter Kaiser Napoleon III., das im starken Gegensatz zu den republikanischen Idealen der USA stand, unternahm Bartholdi vorerst keine weiteren Schritte, außer die Idee mit Laboulaye zu besprechen. Stattdessen trat er an Ismail Pascha, den osmanischen Khedive von Ägypten, heran und präsentierte ihm den Plan, in Port Said am nördlichen Ende des Suezkanals einen Leuchtturm in Form einer in Roben gehüllten antiken Fellachin, die eine Fackel hochhält, zu errichten. Bartholdi fertigte Skizzen und Modelle an, die Statue wurde aber nie errichtet. Ein klassisches Vorbild für das Suez-Projekt war der Koloss von Rhodos. Diese Bronzestatue des griechischen Sonnengottes Helios soll über 30 Meter hoch gewesen sein, stand an einem Hafeneingang und hielt eine Fackel hoch, um Schiffe zu leiten.
Der Deutsch-Französische Krieg, in dem Bartholdi als Major der Miliz diente, verzögerte das amerikanische Projekt weiter. Während des Krieges wurde Napoleon III. gefangen genommen und abgesetzt. Bartholdis Heimatregion Elsass ging an das Deutsche Reich verloren und in Frankreich bildete sich die liberalere Dritte Republik. Da Bartholdi ohnehin eine Reise in die Vereinigten Staaten geplant hatte, kamen er und Laboulaye überein, dass die Zeit reif sei, die Idee einflussreichen Amerikanern vorzustellen. Im Juni 1871 reiste Bartholdi mit einem Empfehlungsschreiben Laboulayes nach New York. Sein Blick fiel dort auf Bedloe’s Island in der Upper New York Bay. Jedes ankommende Schiff musste diese Insel passieren, weshalb sie als Standort für eine Statue geeignet schien. Die Insel war 1800 vom Parlament des Staates New York an die Bundesregierung abgetreten worden, damit dort Verteidigungsanlagen errichtet werden konnten. Neben einflussreichen New Yorkern besuchte Bartholdi auch Präsident Ulysses S. Grant, der ihm versicherte, dass die Verwendung der Insel als Bauplatz kein Problem sein werde. Bartholdi bereiste die Vereinigten Staaten per Eisenbahn und traf sich mit zahlreichen Personen, von denen er überzeugt war, dass sie dem Projekt wohlwollend gegenüberstanden. Allerdings war er besorgt darüber, dass die öffentliche Meinung beiderseits des Atlantiks noch nicht zustimmend genug gesinnt sei, weshalb er zusammen mit Laboulaye beschloss, mit einer öffentlichen Kampagne noch zu warten.

Der Löwe von Belfort

Bartholdi hatte 1870 ein erstes Modell seines Konzepts angefertigt. Der Sohn des Künstlers John La Farge behauptete später, Bartholdi habe die ersten Entwürfe während seines USA-Aufenthalts im Atelier seines amerikanischen Freundes in Rhode Island gezeichnet. Nach seiner Rückkehr nach Frankreich entwickelte Bartholdi sein Konzept weiter. Er arbeitete auch an einer Reihe von Skulpturen, die das französische Nationalgefühl nach dem verlorenen Krieg stärken sollten. Eines dieser Werke war der Löwe von Belfort, eine monumentale Skulptur aus rotem Sandstein unter der Zitadelle von Belfort. Der wehrhafte Löwe, 22 Meter lang und elf Meter hoch, verkörpert eine für die Romantik typische Emotionalität, die Bartholdi später auf die Freiheitsstatue übertrug.

### Aussehen, Stil und Symbolik

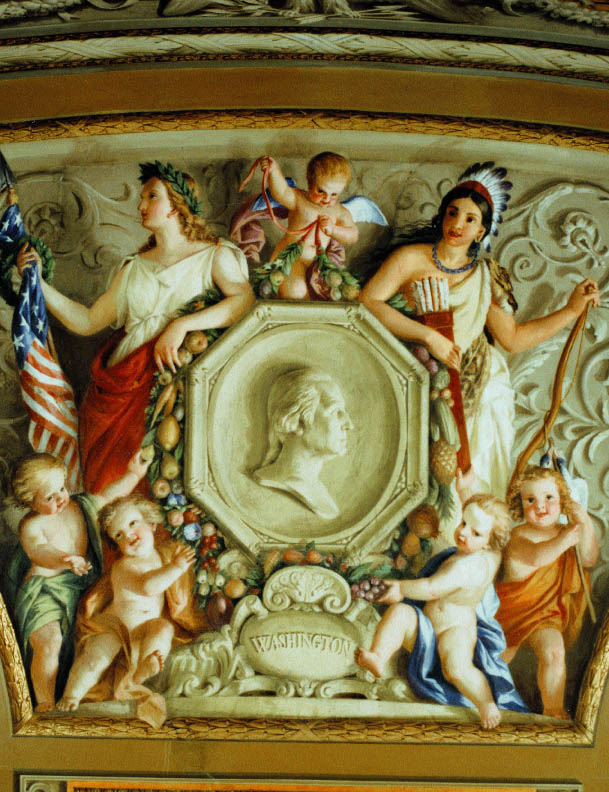
Ausschnitt eines Freskos von Constantino Brumidi im Kapitol von Washington, D.C. mit zwei frühen Symbolen der USA: Columbia (links) und die indianische Prinzessin (rechts)

Bartholdi und Laboulaye berieten, wie die Idee der Freiheit am besten umzusetzen sei. In der frühen amerikanischen Geschichte gab es zwei Frauenfiguren als kulturelle Symbole der Nation. Columbia galt als Personifikation der Vereinigten Staaten, ähnlich wie Marianne in Frankreich. Sie hatte die frühere Figur einer indianischen Prinzessin abgelöst, die mittlerweile für die Amerikaner als unzivilisiert und beleidigend galt. Die andere bedeutende Frauenfigur in der amerikanischen Kultur war eine Verkörperung der Freiheit, abgeleitet von der Freiheitsgöttin Libertas, die im Römischen Reich insbesondere von freigelassenen Sklaven angebetet worden war. Eine Freiheitsfigur zierte die meisten amerikanischen Münzen jener Zeit und beeinflusste zahlreiche Kunstwerke, darunter Thomas Crawfords Statue of Freedom auf der Kuppel des Kapitols. Eine Freiheitsfigur befand sich auch auf dem Großen Siegel von Frankreich.
Künstler des 18. und 19. Jahrhunderts, die republikanische Ideale darstellen wollten, griffen oft auf eine Verkörperung der Freiheit zurück. Bartholdi und Laboulaye vermieden aber das Bild einer revolutionären Freiheit, wie sie beispielsweise im Gemälde Die Freiheit führt das Volk von Eugène Delacroix dargestellt wird. In diesem Gemälde, das an die französische Julirevolution von 1830 erinnert, führt die entblößte und gewaltbereite Freiheit eine bewaffnete Menschenmenge an. Laboulaye hegte keine Sympathien für Revolutionen und wünschte deshalb eine vollständig bekleidete Figur in wallender Robe. Anstelle des gewalttätigen Eindrucks in Delacroix’ Werk wollte Bartholdi der Statue ein friedliches Erscheinungsbild geben, weshalb sie eine Fackel als Symbol des Fortschritts tragen sollte.
Crawfords Statue trug ursprünglich einen Pileus, eine Kopfbedeckung der freigelassenen Sklaven im Römischen Reich. Kriegsminister Jefferson Davis, ein Südstaatler und der spätere Präsident der Konföderierten Staaten, war besorgt, dass der Pileus auf der Statue of Freedom als Symbol des Abolitionismus verstanden werden könnte und ordnete an, ihn durch einen Helm zu ersetzen. Auch Delacroix’ Freiheitsfigur trug einen Pileus, und Bartholdi überlegte sich zunächst, seine eigene Figur ebenfalls damit auszustatten. Schließlich wählte er jedoch eine Krone als Kopfbedeckung und vermied dadurch eine Anspielung auf Marianne, die immer einen Pileus trägt. Die siebenstrahlige Krone ist der Gloriole antiker Helios- oder Sol-Darstellungen entlehnt. Sie symbolisiert ursprünglich die Sonne, hier aber die sieben Weltmeere und die sieben Kontinente. Zusammen mit der Fackel sollen sie die Botschaft verkünden, dass die Freiheit die Welt erleuchtet.
Bartholdis frühe Modelle waren vom Konzept her alle gleich: Eine Frauenfigur im neoklassizistischen Stil, welche die Freiheit repräsentiert, trägt eine Stola und eine Pella (Kleid und Umhang, üblich bei Darstellungen römischer Göttinnen) und hält eine Fackel hoch. Das Gesicht soll nach jenem seiner Mutter, Charlotte Beysser Bartholdi, modelliert worden sein. Andere Quellen bezeichnen Isabella Eugenie Boyer, die Ehefrau von Isaac Merritt Singer, als Modell. Bartholdi entwarf die Figur mit einer ausdrucksstarken, unkomplizierten Silhouette. Dadurch sollte sie sich gut von der Szenerie des Hafens abheben und die Schiffspassagiere würden sie aus unterschiedlichen Blickwinkeln wahrnehmen können, wenn sie sich Manhattan näherten. Er gab der Figur klassische Konturen und wandte eine vereinfachte Art der Modellierung an. Dadurch wollte er den ungeheuren Ausmaßen des Projekts und seinem feierlichen Zweck gerecht werden. Bartholdi schrieb über seine Technik:

„Die Oberflächen sollten deutlich und einfach sein, bestimmt durch ein mutiges und klares Design, an den wichtigen Stellen akzentuiert. Die Vergrößerung der Details oder ihre Vervielfachung ist zu vermeiden. Durch die Übertreibung der Formen, um sie klarer sichtbar zu machen, oder ihre Anreicherung mit Details würden wir die Proportionen des Werks zerstören. Schließlich sollte das Modell wie das Design einen zusammenfassenden Charakter haben, wie man es bei einem raschen Entwurf tun würde. Es ist notwendig, dass dieser Charakter das Produkt von Willensäußerung und Beobachtung ist, und dass der Künstler durch die Konzentration seines Wissens die Form und die Linie in ihrer größten Einfachheit findet.“

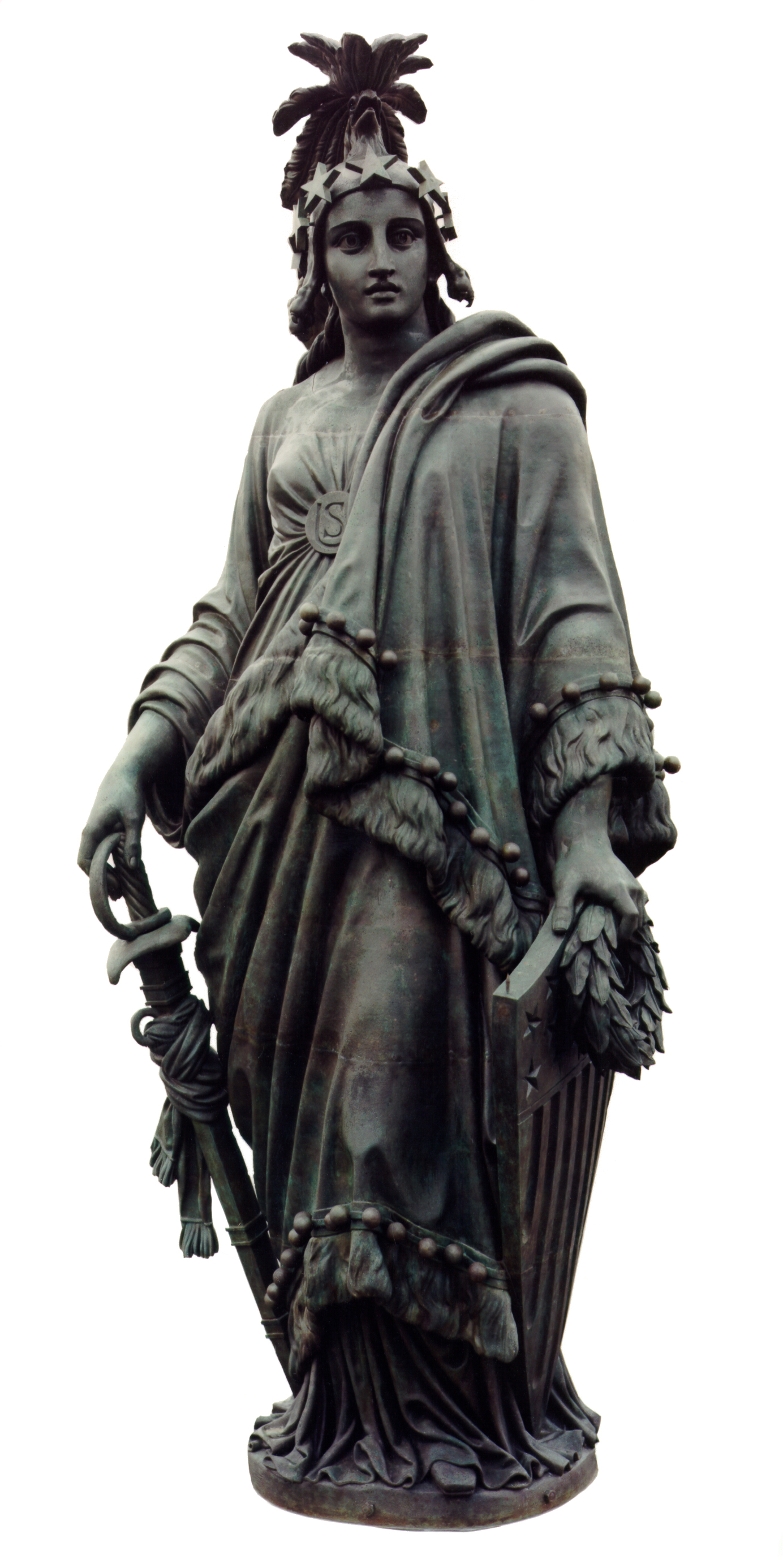
Statue of Freedom auf der Kuppel des US Kapitols in Washington, D.C. von Thomas Crawford

Neben dem Wechsel der Kopfbedeckung der Statue gab es weitere Designänderungen, als sich das Projekt weiterentwickelte. Bartholdi schwebte vor, dass die Statue eine zerbrochene Kette halten solle, fand dann aber, dass dies in der Zeit nach dem Sezessionskrieg entzweiend wirken könne. Die Statue erhebt sich tatsächlich über einer zerbrochenen Kette, doch wird diese von der Robe teilweise verdeckt und ist vom Boden aus schwer wahrzunehmen. Bartholdi war zunächst unschlüssig, was die Statue in ihrer linken Hand halten sollte. Seine Wahl fiel auf eine Tabula ansata als Symbol der Rechtsprechung. Er bewunderte zwar die Verfassung der Vereinigten Staaten, für die Inschrift wählte er jedoch JULY IV MDCCLXXVI (4. Juli 1776), womit er das Datum der Unabhängigkeitserklärung mit der Freiheit in Zusammenhang brachte.
Rücksprachen mit der Gießerei Gaget, Gauthier & Cie. ließen Bartholdi zum Schluss kommen, dass die Verkleidung aus Kupferplatten bestehen sollte, die durch Treiben in die gewünschte Form gebracht wurden. Ein Vorteil dieses Verfahrens war, dass die Statue im Verhältnis zu ihrem Volumen leicht sein würde – das Kupfer musste nur 2,4 Millimeter dick sein. Bartholdi legte für die Statue eine Höhe von 151 Fuß und 1 Zoll (46,05 Meter) fest. Es gelang ihm, einen seiner ehemaligen Lehrer, den Architekten Eugène Viollet-le-Duc, für das Projekt zu interessieren. Viollet-le-Duc sah einen Backsteinpfeiler im Innern der Statue vor, an dem die Verkleidung verankert werden sollte.

### Ankündigung und erste Arbeiten
1875 hatten sich die politischen Verhältnisse in Frankreich stabilisiert und die Wirtschaft erholte sich. Das wachsende Interesse an der bald stattfindenden Centennial Exhibition in Philadelphia bewog Laboulaye, öffentliche Unterstützung zu suchen. Er präsentierte das Projekt im September 1875 und gab die Gründung der Franko-Amerikanischen Union bekannt, welche die Finanzmittel beschaffen sollte. Mit der Ankündigung erhielt die Statue einen Namen, Liberty Enlightening the World auf Englisch bzw. La Liberté éclairant le monde auf Französisch; beides bedeutet übersetzt: „Die Freiheit, die Welt erhellend“. Die Franzosen sollten die Statue finanzieren, die Amerikaner den Sockel. Die Ankündigung rief allgemein positive Reaktionen hervor, wenn auch zahlreiche Franzosen den Vereinigten Staaten die ausbleibende Unterstützung während des Kriegs übel nahmen. Französische Monarchisten lehnten die Statue ab, und sei es nur, weil der Vorschlag vom liberalen Laboulaye kam, der kurz zuvor zum Senator auf Lebenszeit ernannt worden war. Laboulaye organisierte Anlässe, um das Wohlwollen der Reichen und Mächtigen zu sichern. Dazu gehörte eine Sondervorstellung am 25. April 1876 in der Pariser Oper mit einer neuen Kantate von Charles Gounod namens La Liberté éclairant le monde.

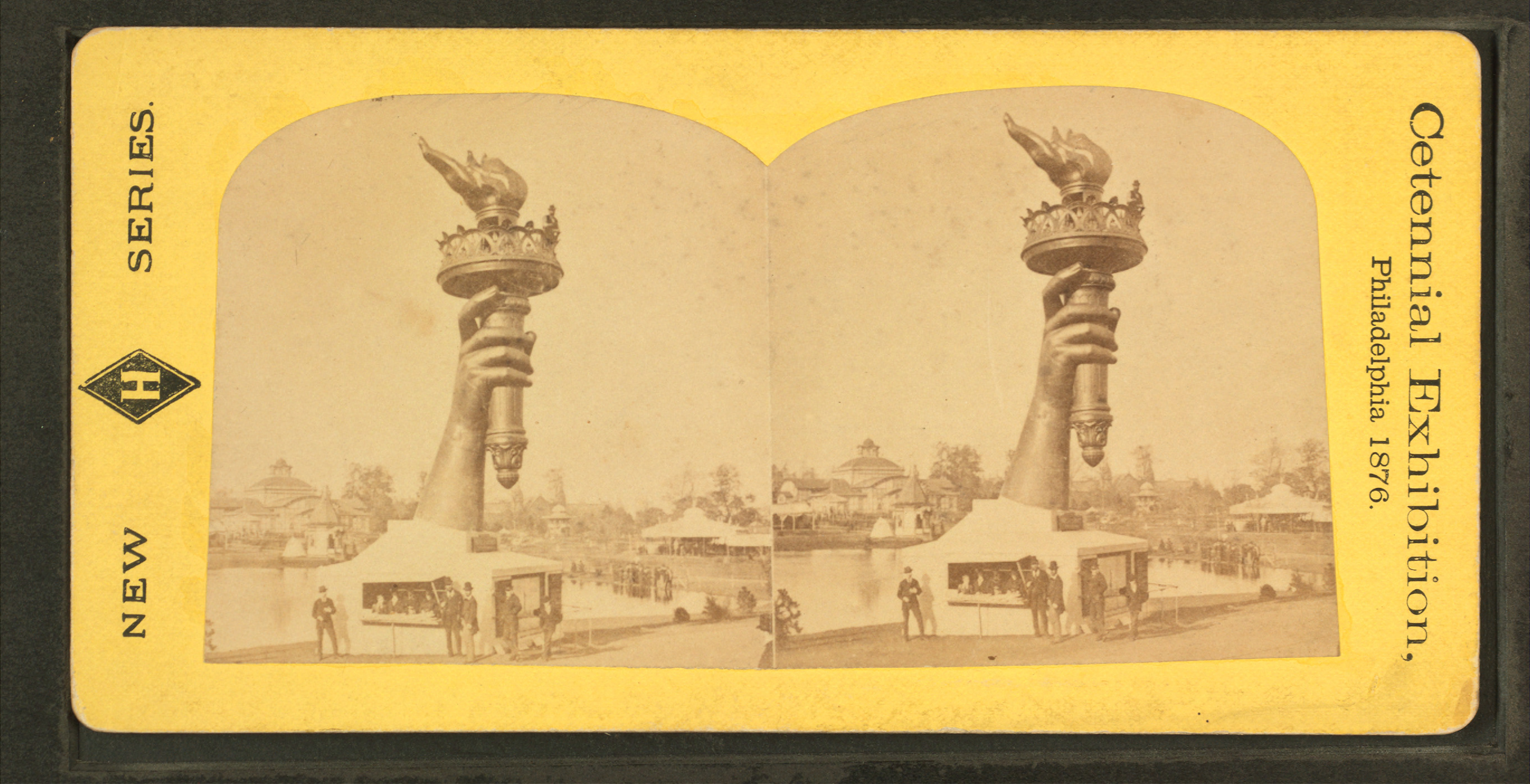
Stereoskopisches Bild des rechten Unterarms und der Fackel der Freiheitsstatue, veröffentlicht während der Centennial Exhibition 1876

Trotz der anfänglichen Konzentration auf die Eliten gelang es der Union, Geld in allen Bevölkerungsschichten zu sammeln; zu den Spendern gehörten auch 181 französische Gemeinden. Laboulayes politische Verbündete unterstützten das Anliegen, ebenso Nachkommen der französischen Kontingente im Amerikanischen Unabhängigkeitskrieg. Zuwendungen kamen auch von weniger idealistischen Kreisen, die auf amerikanische Unterstützung beim französischen Versuch des Baus eines Panamakanals hofften. Das Kupferhandelsunternehmen Japy Frères spendete das gesamte benötigte Kupfer im Wert von 64.000 Francs. Das Kupfer soll aus einer Mine bei Visnes auf der norwegischen Insel Karmøy stammen, jedoch konnte dies nicht zweifelsfrei ermittelt werden.
Obwohl die Planungen für die Statue noch nicht abgeschlossen waren, begann Bartholdi in der Werkstatt von Gaget, Gauthier & Cie. den Kopf und den rechten Arm mit der Fackel anzufertigen. Im Mai 1876 reiste er als Mitglied der französischen Delegation an die Centennial Exhibition und traf Vorkehrungen für ein riesiges Gemälde der Statue, das in New York im Rahmen der Hundertjahrfeier gezeigt werden sollte. Der Arm traf erst im August in Philadelphia ein, weshalb er nicht im Ausstellungskatalog verzeichnet war. Während einige Berichte das Werk korrekt identifizierten, sprachen andere vom „kolossalen Arm“ (Colossal Arm) oder von „Bartholdis elektrischem Licht“ (Bartholdi Electric Light). Auf dem Ausstellungsgelände stand eine Reihe monumentaler Kunstwerke, die um die Aufmerksamkeit der Besucher rangen, darunter ein übergroßer Brunnen von Bartholdi. Dennoch erwies sich der Arm gegen Ende der Ausstellung als beliebte Attraktion, und Besucher stiegen auf den Balkon der Fackel, um das Gelände zu überblicken. Nach Ende der Ausstellung wurde der Arm nach New York transportiert, wo er mehrere Jahre im Madison Square Park zu sehen war, bis er nach Frankreich zurückgebracht wurde, um ihn an der Statue zu befestigen.
Während seiner Reise in die Vereinigten Staaten trat Bartholdi mit verschiedenen Gruppierungen in Kontakt und drängte zur Bildung eines amerikanischen Komitees der Franko-Amerikanischen Union. In New York, Boston und Philadelphia bildeten sich Spendenkomitees zur Finanzierung des Fundaments und des Sockels. Die New Yorker Gruppe übernahm schließlich am meisten Verantwortung für die Spendensammlung und wird häufig als „amerikanisches Komitee“ bezeichnet. Eines der Mitglieder war der damals 19-jährige Theodore Roosevelt, zukünftiger Gouverneur von New York und Präsident der Vereinigten Staaten. Am 3. März 1877, am letzten Tag seiner Amtszeit, unterzeichnete Präsident Grant eine Resolution, wonach der Präsident berechtigt war, die Statue von Frankreich entgegenzunehmen und einen Standort festzulegen. Sein Nachfolger Rutherford B. Hayes folgte Bartholdis Empfehlungen, und seine Wahl fiel auf Bedloe’s Island.

### Arbeiten in Frankreich

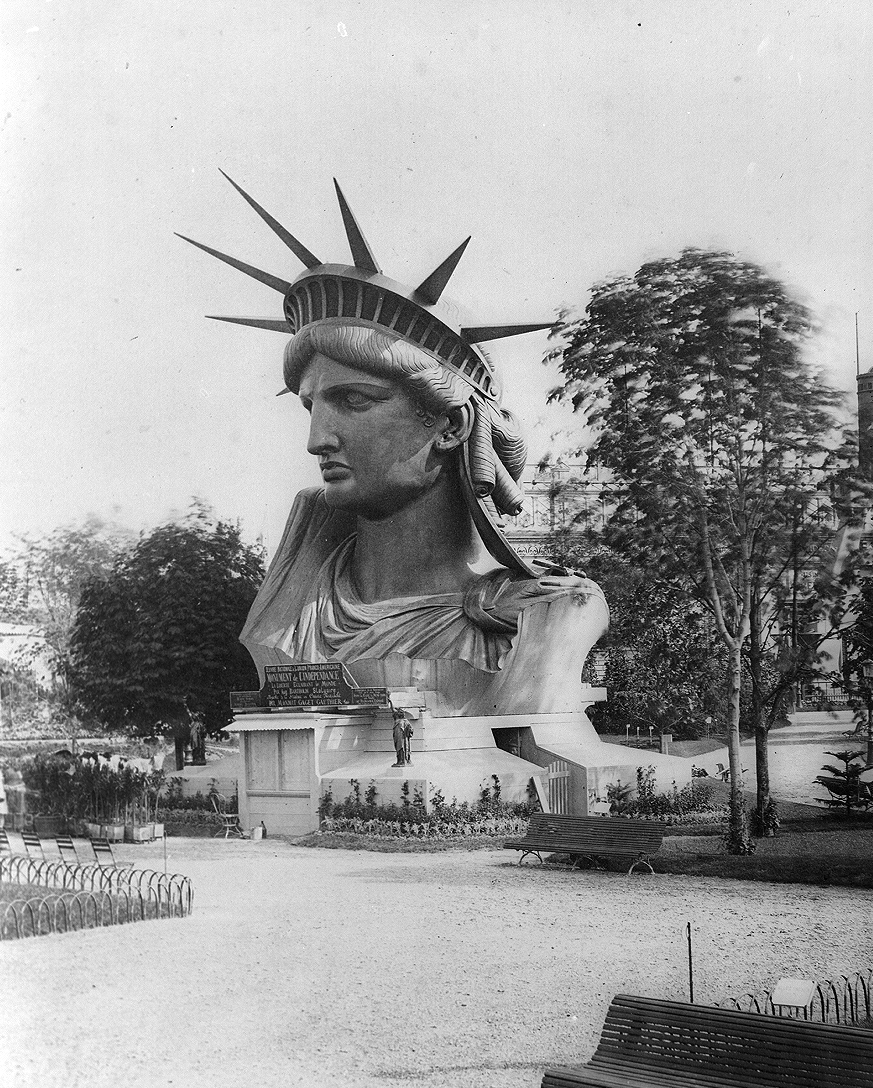
Kopf der Freiheitsstatue während der Weltausstellung in Paris, 1878 (kleines Modell rechts am Sockel)

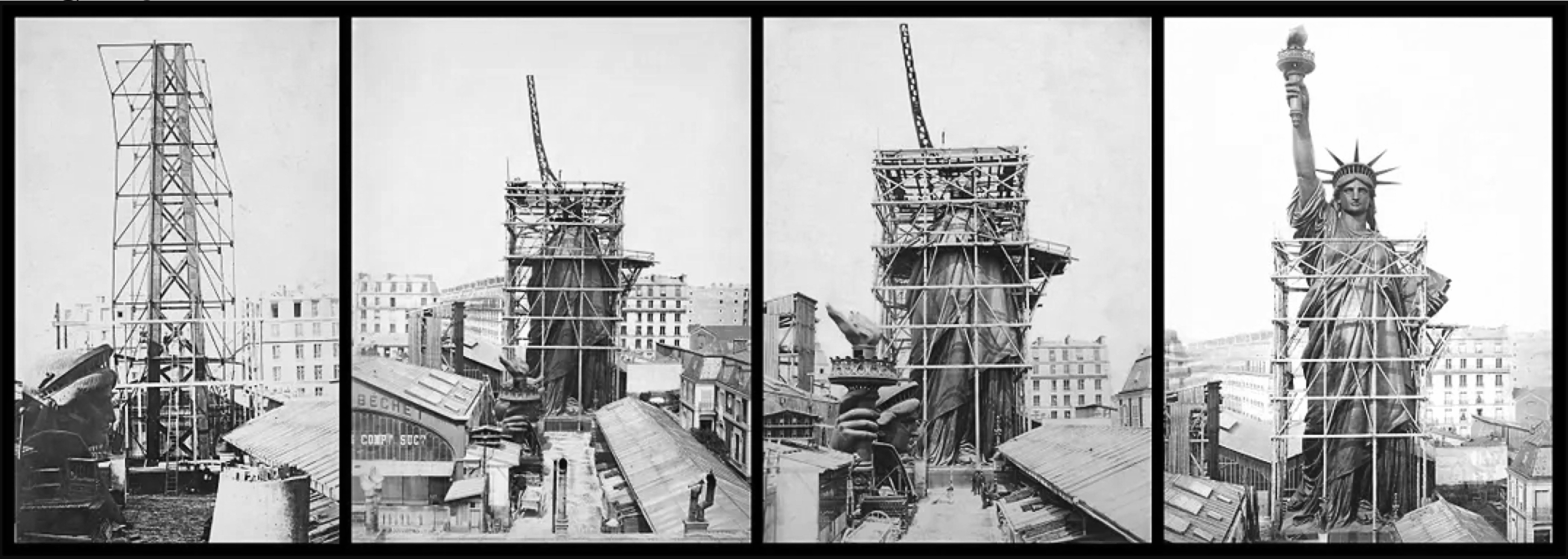
Provisorischer Aufbau der Freiheitsstatue in Paris, 1883

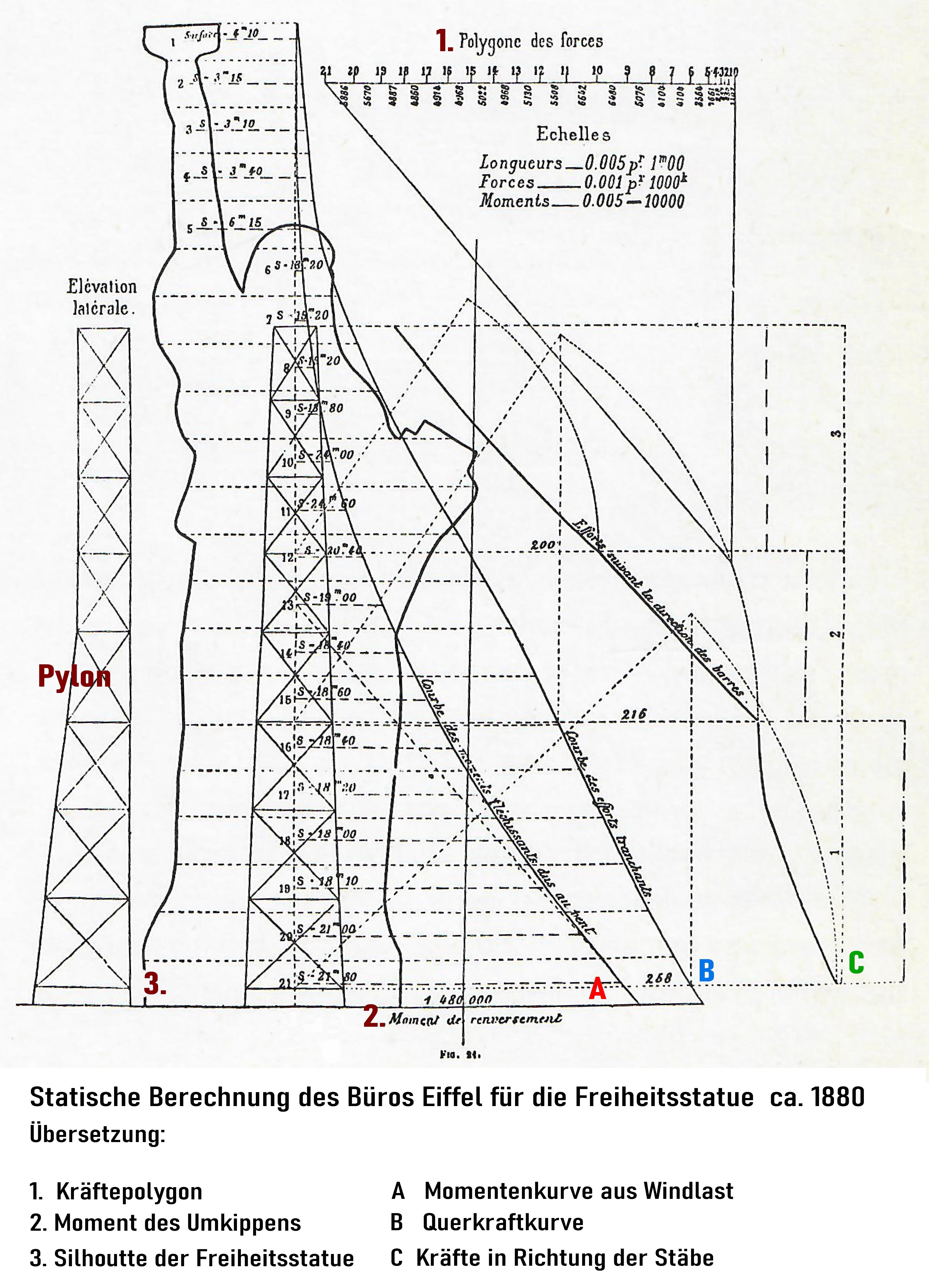
Kräfteverlauf zur Berechnung des Tragwerks der Statue, Büro Eiffel ca. 1880

Nach seiner Rückkehr nach Paris im Jahr 1877 konzentrierte sich Bartholdi auf die Fertigstellung des Kopfes, der während der Weltausstellung 1878 gezeigt wurde. Die Spendenaktion dauerte an, unter anderem mit dem Verkauf von Modellen der Statue. Außerdem waren Eintrittskarten zur Werkstatt von Gaget, Gauthier & Cie. erhältlich, wo die Besucher die Arbeiten besichtigen konnten. Die französische Regierung bewilligte eine Lotterie. Zu gewinnen gab es unter anderem einen wertvollen Silberteller und ein Terrakotta-Modell der Statue. Bis Ende 1879 kamen rund 250.000 Francs zusammen.
Die Fackel und das Stützsystem für den Arm kamen mit der Hilfe von Viollet-le-Duc zustande, der zuvor schon die Tragstruktur des Vercingetorix des Bildhauers Millet in Alise-Sainte-Reine entwickelt hatte. Bei seinen Entwürfen zur Freiheitsstatue wollte er sich ausschließlich auf das bloße Gewicht verlassen, um die ca. 27 Tonnen Kupferhaut zu stützen. Deshalb schlug er vor, dass innerhalb der Statue sandgefüllte Mauerwerkskammern errichtet werden sollten. Falls später Reparaturen im Inneren nötig wären, könnte man den Sand aus den Kammern ablassen, um so Zugang zu erhalten. Viollet-le-Duc starb im September 1879 und hinterließ keine Hinweise darauf, wie er die Verbindung zwischen der Kupferverkleidung und dem vorgeschlagenen Backsteinpfeiler bewerkstelligt hätte. Im folgenden Jahr gelang es Bartholdi, die Dienste des innovativen Ingenieurs Gustave Eiffel zu sichern.
Er und sein leitender Konstrukteur Maurice Koechlin beschlossen, den massiven Pfeiler aufzugeben und stattdessen als Hauptkonstruktion einen Pylon aus Stahlfachwerk zu errichten. Daran sollten der rechte Arm mit der Fackel als Kragkonstruktion und ein Raumfachwerk als Sekundärkonstruktion befestigt werden. An diesem Gitterwerk waren wiederum Flachstäbe als tertiäre Konstruktionselemente vorgesehen, an deren Enden die Kupferplatten zu montieren waren. Um die Beanspruchung durch Temperaturschwankungen und wechselnde Windlasten zu minimieren, die zu Materialermüdungen führen würden, waren die Kontaktpunkte zwischen den Flachstäben und den innenliegenden umlaufenden Gurten der Außenhaut beweglich gelagert. Koechlin konzipierte also keine vollkommen starre Struktur, sondern benutzte die dünnen Flachbänder wie Federn, die es der Außenhaut ermöglichten, elastisch auf Kräfte zu reagieren. Die Träger der Sekundärstruktur mussten in einem arbeitsaufwendigen Verfahren einzeln hergestellt werden. Zur Verhinderung von Kontaktkorrosion zwischen der Kupferverkleidung und der eisernen Tragkonstruktion ließ Eiffel die Verkleidung mit Asbest isolieren, der zuvor in Schellack getränkt wurde. Der Wechsel des Materials der Tragkonstruktion vom massiven Mauerwerk zur filigranen Stahlkonstruktion erlaubte es Bartholdi, seine Pläne für die Montage der Statue zu ändern. Ursprünglich wollte er die Verkleidung an Ort und Stelle montieren, parallel zur Errichtung des Backsteinpfeilers. Nun entschloss er sich, die Statue in Frankreich vorzufertigen, sie probeweise vor Werkstatt von Gaget, Gauthier & Cie. zusammenzubauen und dann wieder in Einzelteile zerlegt, in die Vereinigten Staaten zu transportieren, um sie dort auf Bedloe’s Island wieder zusammensetzen zu lassen. Die Montage der Kupferplatten musste daher zweimal durchgeführt werden. Um sie bei der Montage und Demontage in Paris vor der Verschickung nicht zu beschädigen, wurden für die Erstmontage einfache Schrauben verwendet, die später durch 5 mm dicke Nieten ersetzt wurden. Durch keilförmigen Randzuschnitt der äußersten Kupferplatten entstand so im Bereich der Überlappung eine optisch fugenlose Verbindung, weshalb die Statue aus einem einzigen Stück geformt zu sein scheint.
Mit dieser „Baukasten-Bauweise“ wurde die Statue zu einem der frühesten Beispiele einer Vorhangfassade, bei der das Äußere des Bauwerks nur sein Eigengewicht trägt und durch ein Tragwerk im Innern gestützt wird. Diese hängende Fassade der Freiheitsstatue wird als Körper vom Wind umströmt, ist Druck- und Sogkräften ausgesetzt, und muss auf Windlast berechnet werden. Durch die vom Büro Eiffel konzipierte Art der Aufhängung erhält die dünne Kupferhülle eine außergewöhnlich geschmeidige Elastizität, die es ihr ermöglicht sich an die thermische Ausdehnung und Kontraktion anzupassen und dennoch dem Druck der ungleichmäßigen Windkräfte zu widerstehen. Nach Ansicht von Fachleuten ist das wohl der Hauptgrund, warum die meisten der sorgfältig versenkten Nieten der Außenhaut noch intakt sind.
Im Inneren des Fachwerkpylons wurde eine stählerne doppelläufige Wendeltreppe zum Aussichtspunkt in der Krone eingebaut. Es gibt auch einen Zugang zur Aussichtsplattform rund um die Fackel, aber wegen der Innenabmessung des sich nach oben verjüngenden Armes nur über eine schmale, zwölf Meter lange Leiter. Eiffel und Bartholdi koordinierten ihre Arbeit sorgfältig, sodass die vorgefertigten Teile der Verkleidung exakt auf die Tragkonstruktion passten.

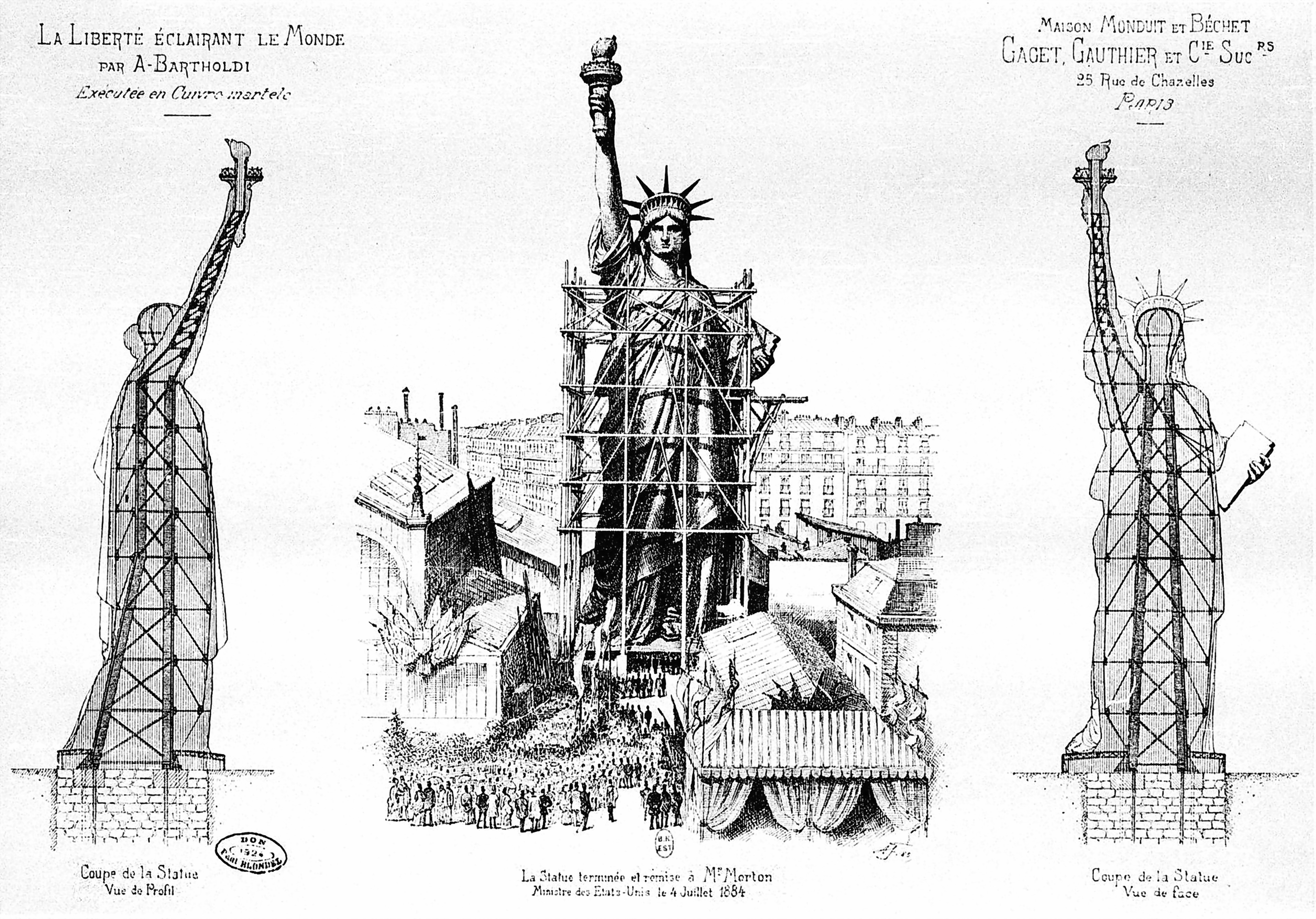
Übergabe der vormontierten Statue an den amerikanischen Botschafter, Paris 1884

Im Rahmen einer Zeremonie am 24. Oktober 1881 vernietete Levi P. Morton, damaliger amerikanischer Botschafter in Frankreich, die erste Kupferplatte an den großen Zeh der Statue. Die Verkleidung wurde nicht in exakter Reihenfolge von unten nach oben gefertigt. Die Arbeiten schritten gleichzeitig an unterschiedlichen Segmenten voran, was für Besucher oft verwirrend schien. Bartholdi vergab einige Aufträge an Subunternehmer, beispielsweise entstanden die Finger gemäß seiner exakten Vorgaben in einer Kupferschmiede in der südfranzösischen Stadt Montauban. 1882 war die Statue bis zur Taille fertiggestellt; ein Ereignis, das Bartholdi mit der Einladung von Journalisten zu einem Mittagessen auf einer Plattform innerhalb der Statue feierte. Laboulaye starb im Mai 1883, seine Nachfolge als Vorsitzender des französischen Komitees trat Ferdinand de Lesseps an, der Erbauer des Suezkanals. Die im Baukastensystem hergestellte und vormontierte Statue wurde Botschafter Morton am 4. Juli 1884 anlässlich einer Zeremonie in Paris präsentiert und Lesseps verkündete, dass die französische Regierung die Transportkosten nach New York übernehmen werde. Als die Arbeiten am Sockel genügend weit fortgeschritten waren, wurde die Statue in ihre 350 Einzelteile zerlegt und für den Transport, katalogisiert und nummeriert, in 214 Kisten verpackt und mit der Fregatte Isère am 21. Mai 1885 von Rouen durch stürmisches Wetter über den Atlantik transportiert. Am 17. Juni 1885 lief die dampfgetriebene Dreimastfregatte der französischen Marine in den Hafen von New York ein, wo sie von mehr als 200.000 Schaulustigen und von Hunderten von Schiffen empfangen wurde.

### Spendenaktion, öffentliche Kritik und Errichten der Statue
Das amerikanische Komitee stieß beim Spendensammeln auf große Schwierigkeiten. Die wirtschaftliche Depression nach dem Gründerkrach von 1873 hielt über ein Jahrzehnt an. Die Freiheitsstatue war nicht das einzige Projekt, das unter Geldmangel litt; beispielsweise zogen sich die Arbeiten am Washington Monument mit mehreren Unterbrechungen über dreieinhalb Jahrzehnte hin. Es gab Kritik sowohl an Bartholdis Statue als auch an der Tatsache, dass die Amerikaner den Sockel für dieses Geschenk bezahlen mussten. In den Jahren nach dem Sezessionskrieg bevorzugte die Öffentlichkeit realistische Kunstwerke, die Helden und Ereignisse der amerikanischen Geschichte zum Inhalt hatten, im Gegensatz zu Allegorien, wie sie in der Freiheitsstatue dargestellt werden sollten. Es herrschte auch die Meinung vor, dass Kunstwerke im öffentlichen Raum von Amerikanern gestaltet werden müssten. Dass der in Italien geborene Constantino Brumidi den Auftrag zur Ausschmückung des Kapitols erhalten hatte, rief heftige Kritik hervor, obwohl der Künstler inzwischen eingebürgert worden war. Das Magazin Harper’s Weekly meinte, Bartholdi hätte sowohl die Statue als auch den Sockel spenden können und die New York Times stellte fest: “No true patriot can countenance any such expenditures for bronze females in the present state of our finances.” (deutsch: „Kein wahrer Patriot kann bei der aktuellen Lage unserer Finanzen irgendwelche Ausgaben für bronzene Frauen gutheißen.“) Angesichts dieser Kritik unternahm das amerikanische Komitee mehrere Jahre wenig.
Das Fundament für Bartholdis Statue sollte im Fort Wood gesetzt werden. Diese ausgediente Militärbasis war zwischen 1807 und 1811 auf Bedloe’s Island entstanden. Seit 1823 war sie kaum noch benutzt worden, mit Ausnahme des Sezessionskriegs, als das Militär dort ein Rekrutierungsbüro betrieb. Die Tenaillierung des Festungsbauwerks hatte die Form eines elfstrahligen Sterns. Vorgesehen war, das Fundament und den Sockel nach Südosten auszurichten, sodass Schiffspassagiere, die sich vom Atlantik her dem New Yorker Hafen näherten, die Statue gut wahrnehmen konnten.

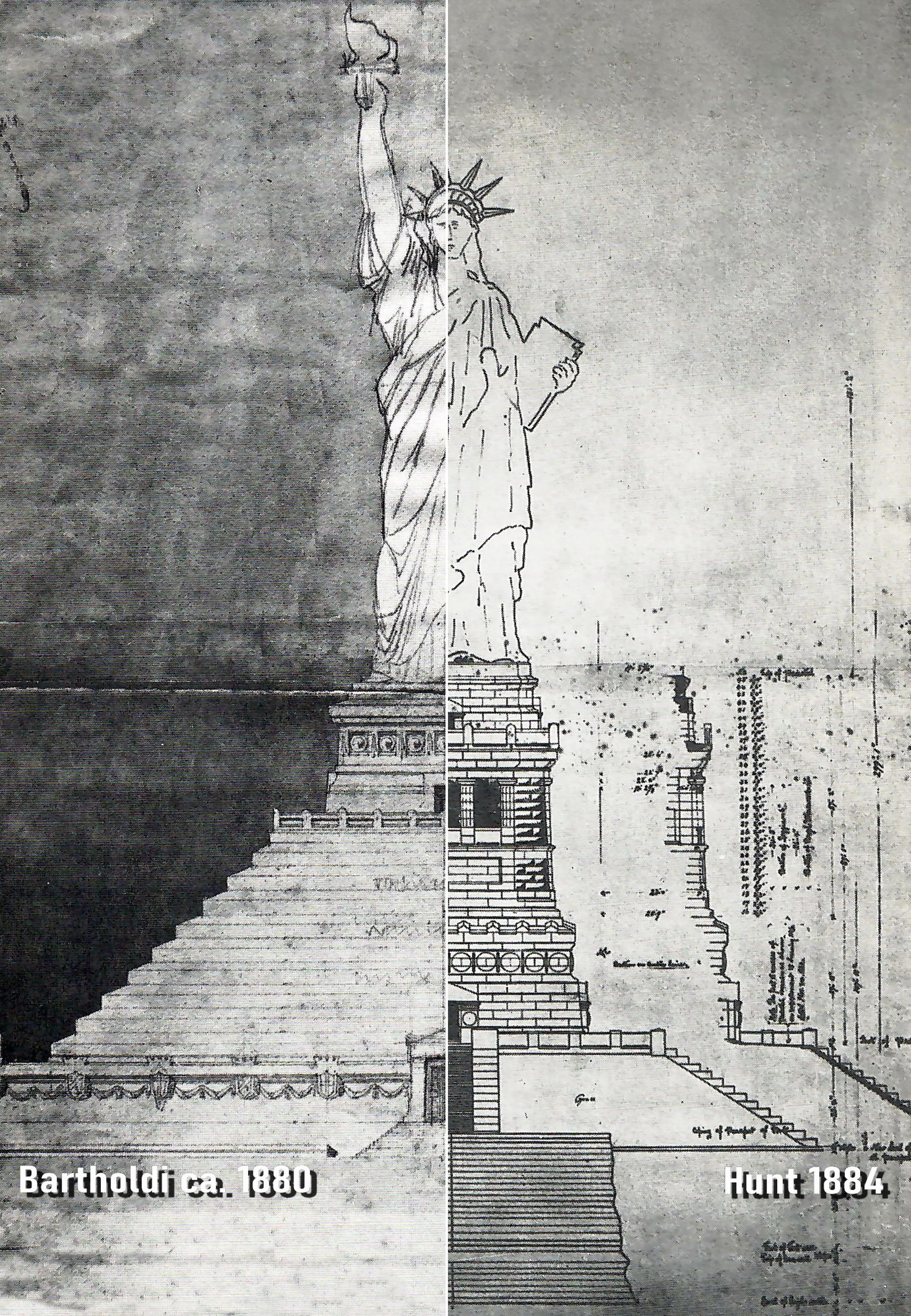
Graphischer Vergleich der beiden Sockelentwürfe für die Freiheitsstatue. Bartholdi 1880 (links), Hunt 1884 (rechts)

Erste Entwürfe Bartholdis für den Unterbau der Statue datieren aus der Zeit von 1875 bis 1882, zunächst vermutlich in Zusammenarbeit mit Viollet-le-Duc, dann als eigenständige turm- bzw. pyramidenartige Konstruktionen. Nachdem aber das New Yorker Komitee 1881 den Architekten Richard Morris Hunt mit dem Entwurf des Sockels beauftragt hatte, entwickelte dieser in dem Bestreben, bauhistorische Bautypen (Pyramide, Festungsturm usw.) zu überwinden, bis 1883 mehrere Studien. Sein finaler Entwurf bewerkstelligt zum einen den Übergang vom sternförmigen Layout von Fort Wood zum quadratischen Sockel, zum anderen unterstützt er durch den Verbund klassischer Architekturelemente die Aufwärtsbewegung in Richtung Statue. Mit der konstruktiven Verankerung der Stahlkonstruktion (Zug) und dem funktionsbedingten Innenleben ist der massive Sockel jedoch mehr als ein dienendes, lastabtragendes Element (Druck). Durch die reichhaltig zusammengesetzten Stile der Außenverkleidung in der Art einer architektonischen „Ligatur“ aus Granit löst er sich trotz seiner Massivität scheinbar auf, um so die Aufmerksamkeit auf die Statue zu lenken.

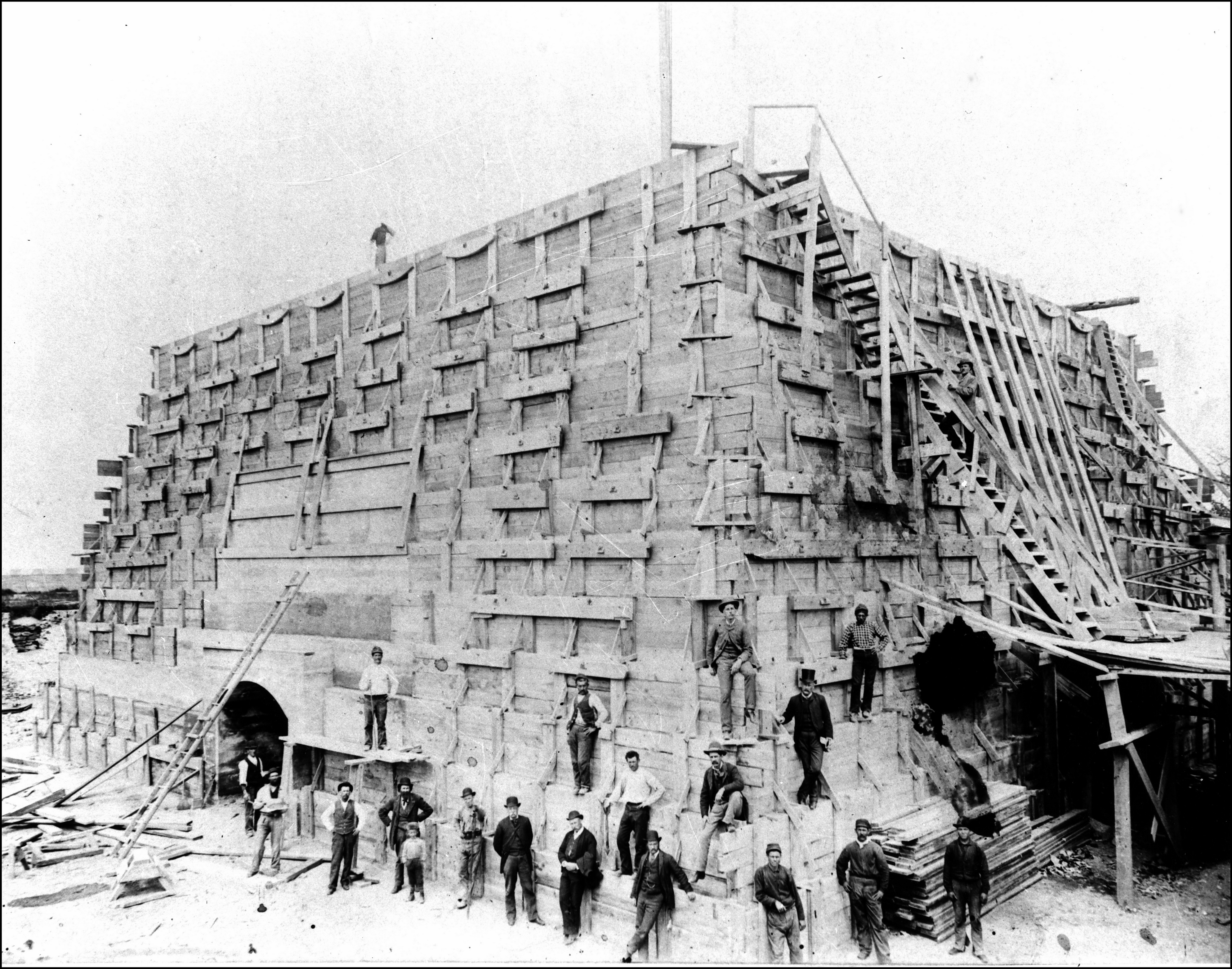
Eingeschalte Ortbetonkonstruktion des unteren Sockelteils der Freiheitsstatue (Foto vermutlich 1884)

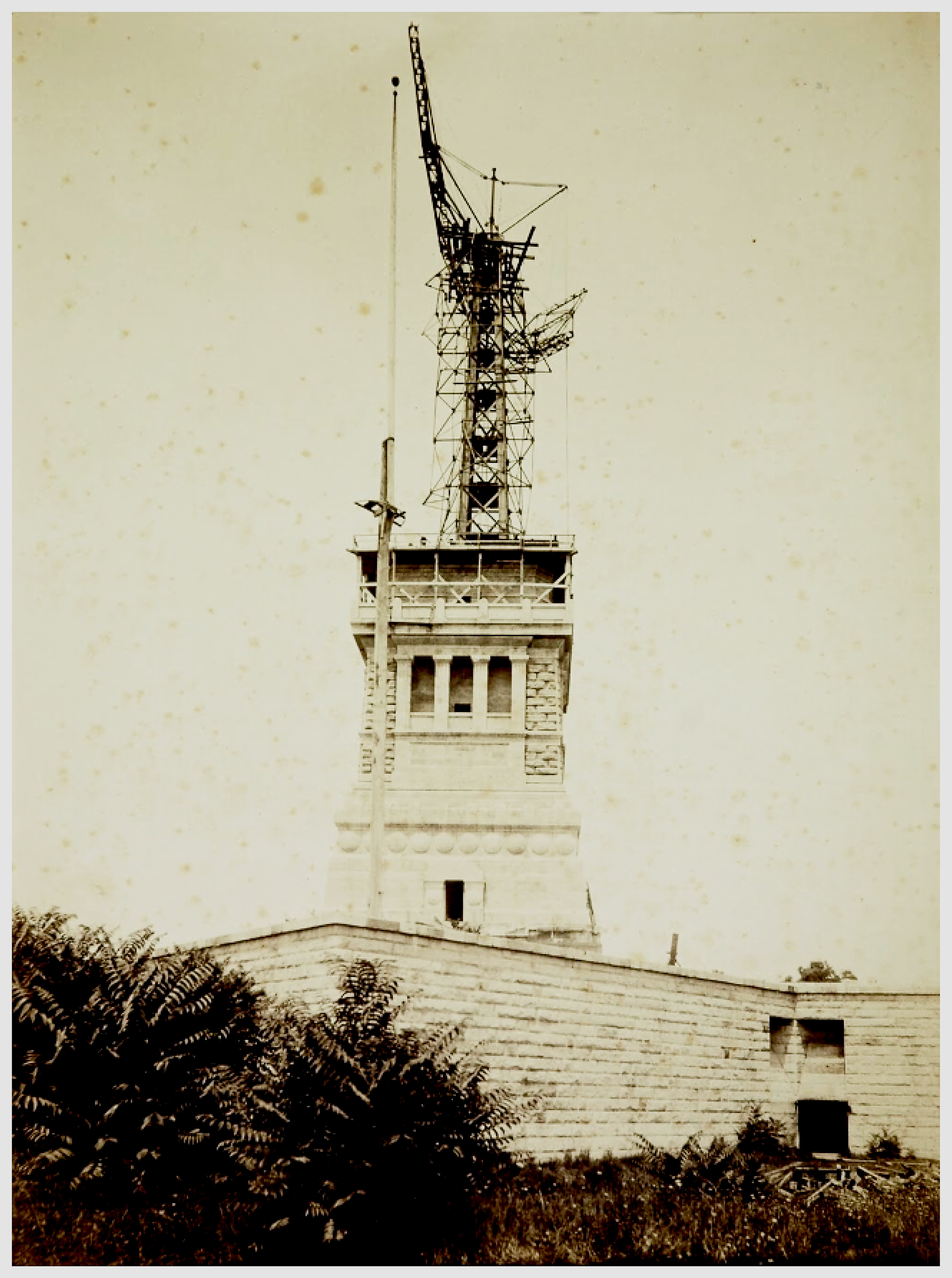
Bau der Tragkonstruktion auf dem fertiggestellten Sockel (Frühjahr 1886)

Aufgrund der detaillierten Pläne schätzte Hunt, dass die Bauarbeiten etwa neun Monate dauern würden. Der Sockel sollte eine Höhe von 114 Fuß (34,75 Meter) haben. Mit Finanzierungsproblemen konfrontiert, reduzierte das Komitee die Höhe auf 89 Fuß (27,13 Meter). In der Form eines Pyramidenstumpfes mit vier identischen Ansichten beträgt seine Seitenlänge an der Basis 62 Fuß (18,90 Meter), an der Oberkante 39,4 Fuß (12,01 Meter). Über den Eingängen auf jeder Seite befinden sich je zehn runde Scheiben, auf denen gemäß einem Vorschlag Bartholdis die Wappen der damals 40 Bundesstaaten platziert werden sollten, was jedoch letztlich unterblieb. Darüber befindet sich allseitig eine mit Stützen versehene Loggia. Nahe der Sockelspitze platzierte Bartholdi eine Aussichtsplattform, über der sich die Statue selbst erhebt. Gemäß dem Schriftsteller Louis Auchincloss „beschwört [der Sockel] schroff die Macht des antiken Europas herauf, über der sich die dominierende Figur der Freiheitsstatue erhebt“ (“craggily evokes the power of an ancient Europe over which rises the dominating figure of the Statue of Liberty”). Das Komitee engagierte den früheren Armeegeneral Charles Pomeroy Stone mit der Aufsicht über die Bauarbeiten.
Am 18. April 1883 begannen die Erdarbeiten, die sich schwieriger gestalteten als erwartet. Man stieß auf große Mengen an Mauerwerk und Beton der Zisternen und Kasematten von Fort Wood, die bombensicher ausgelegt und nicht vollständig in den Zeichnungen der Festung angegeben waren. Die Grundsteinlegung erfolgte am 5. August 1884 durch eine Zeremonie der Freimaurer-Großloge von New York. Die Errichtung des 15 Fuß (4,57 Meter) tiefen Fundaments begann am 9. Oktober 1883. Gemäß Hunts ursprünglichem Konzept sollte der Sockel aus festem Granit bestehen. Finanzielle Überlegungen zwangen ihn allerdings das zu ändern. Der endgültige Plan sah bis zu 6 Meter dicke, mit Granitblöcken verkleidete Betonwände vor, deren Volumen das bis dahin größte weltweit war. Zu diesem Zweck lieferte das deutsche Unternehmen Dyckerhoff in Amöneburg 1360 Tonnen Portlandzement. Der rosa Granit für die Sockelverkleidung wurde im Beattie Steinbruch auf Leete’s Island, Connecticut gebrochen.

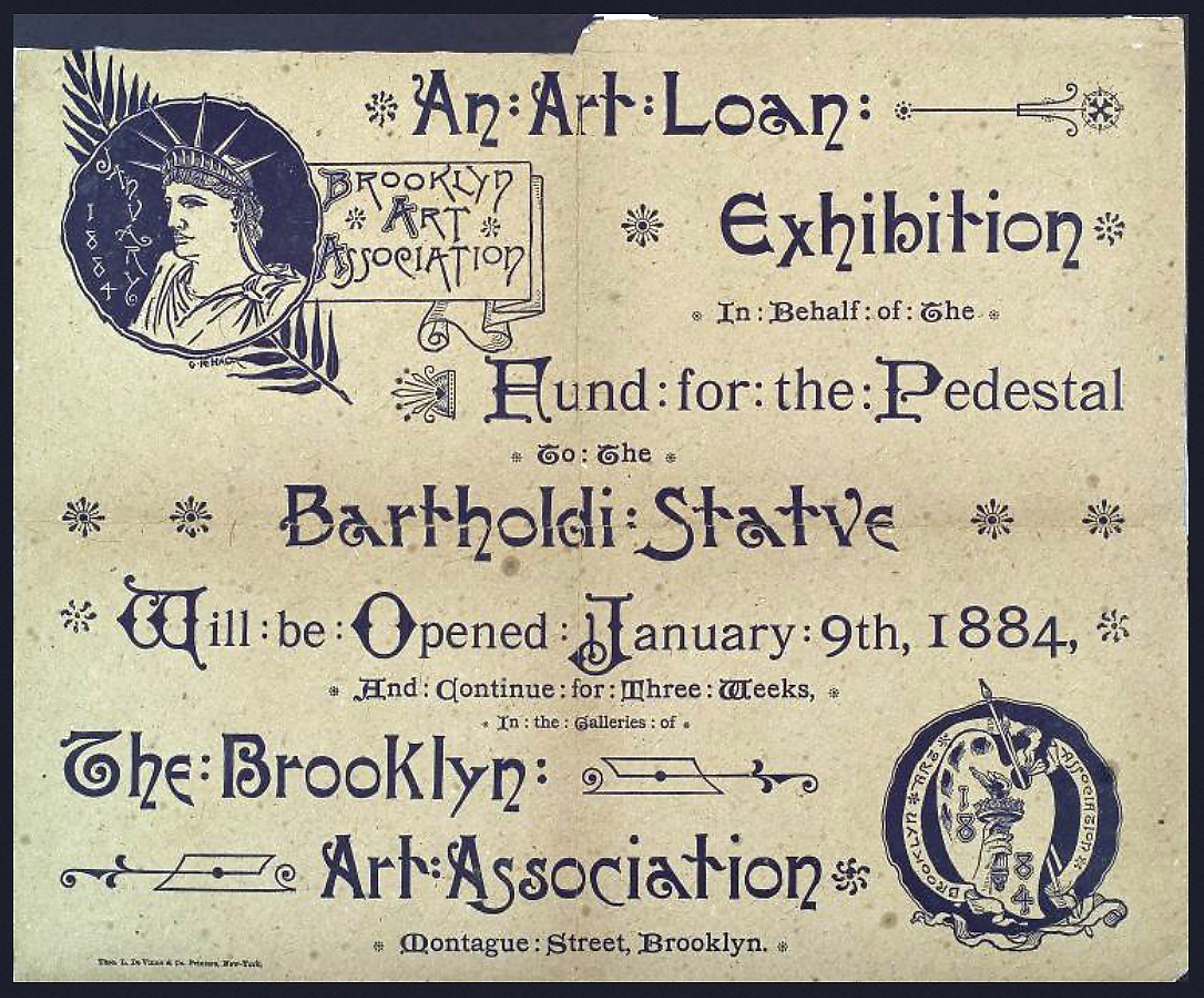
Spendenkampagne für den Sockel der Freiheitsstatue, Plakat, Januar 1884

Die Spendensammlung für die Statue begann 1882, und das Komitee organisierte eine große Anzahl entsprechender Veranstaltungen. Die Dichterin Emma Lazarus wurde gebeten, mit der Spende eines Originalwerks zu einer solchen Veranstaltung, einer Versteigerung von Kunstwerken und Manuskripten, beizutragen. Sie lehnte zunächst ab, mit der Begründung, sie könne kein Gedicht über eine Statue verfassen. Damals war sie auch mit der Hilfe für Flüchtlinge, die vor antisemitischen Pogromen in Osteuropa geflohen waren, beschäftigt. Diese Flüchtlinge waren gezwungen, in Verhältnissen zu leben, welche die wohlhabende Lazarus nie erlebt hatte. Sie sah eine Möglichkeit, ihr Mitgefühl für die Flüchtlinge mit der Statue in Verbindung zu bringen. Daraus resultierte das Sonett The New Colossus, inklusive der symbolhaften Zeilen “Give me your tired, your poor/Your huddled masses yearning to breathe free” (deutsch: „Gebt mir eure Müden, eure Armen/Eure geknechteten Massen, die sich danach sehnen, frei zu atmen“).
Selbst mit diesen Anstrengungen blieb das Spendenaufkommen geringer als erhofft. 1884 legte Grover Cleveland, Gouverneur von New York, sein Veto gegen einen Unterstützungsbeitrag von 50.000 Dollar ein. Ein ähnlicher Versuch im Kongress, 100.000 Dollar zur Verfügung zu stellen (genug, um das Projekt abzuschließen), scheiterte 1885, als demokratische Repräsentanten der Überweisung nicht zustimmten. Das New Yorker Komitee, das nur 3.000 Dollar auf dem Konto hatte, suspendierte die Arbeiten am Sockel, was das Projekt gefährdete. Gruppierungen in anderen amerikanischen Städten, darunter Boston und Philadelphia, boten die Übernahme der gesamten Baukosten an und forderten als Gegenleistung die Verlegung der Statue. Joseph Pulitzer, Herausgeber der Zeitung New York World, kündigte eine Spendenkampagne an, die 100.000 Dollar aufbringen sollte. Er versprach, den Namen jedes Spenders zu veröffentlichen, und sei der gespendete Geldbetrag noch so klein. Als die Spenden zu fließen begannen, nahm das Komitee die Arbeiten am Sockel wieder auf. Am 11. August 1885, nach fünf Monaten mit täglichen Spendenaufrufen, gab die New York World bekannt, dass 102.000 Dollar von 120.000 Spendern zusammengekommen seien und dass sich 80 Prozent der Gesamtsumme aus Spenden von weniger als einem Dollar zusammensetzen.
Trotz des Erfolgs der Spendenkampagne war der Sockel erst im April 1886 vollendet. Unmittelbar danach begann der Zusammenbau der Statue. Eiffels Eisenfachwerk wurde im Innern des Betonsockels zusammengesetzt und an Stahlträgern verankert. Danach wurden die Kupferplatten sorgfältig befestigt. Aufgrund der zu geringen Breite des Sockels war es nicht möglich, ein Gerüst aufzustellen, und die Arbeiter hingen beim Befestigen der Kupferplatten an Seilen. Dennoch kam es zu keinem tödlichen Unfall. Bartholdi hatte geplant, Scheinwerfer auf dem Balkon der mit Blattgold überzogenen Fackel zu installieren, um sie zu beleuchten. Eine Woche vor der Einweihung lehnte das Army Corps of Engineers diesen Vorschlag ab, da es befürchtete, die Lotsen auf vorbeiziehenden Schiffen könnten geblendet werden. Stattdessen ließ Bartholdi Bullaugen in die Fackel schneiden und die Scheinwerfer darin unterbringen. Auf der Insel wurde ein kleines Kraftwerk für die Statuenbeleuchtung und andere elektrische Bedürfnisse installiert. Nach der Fertigstellung der Verkleidung beaufsichtigte Frederick Law Olmsted, der Planer des Central Park und des Prospect Park, die Säuberungsarbeiten auf der Insel.

### Einweihung

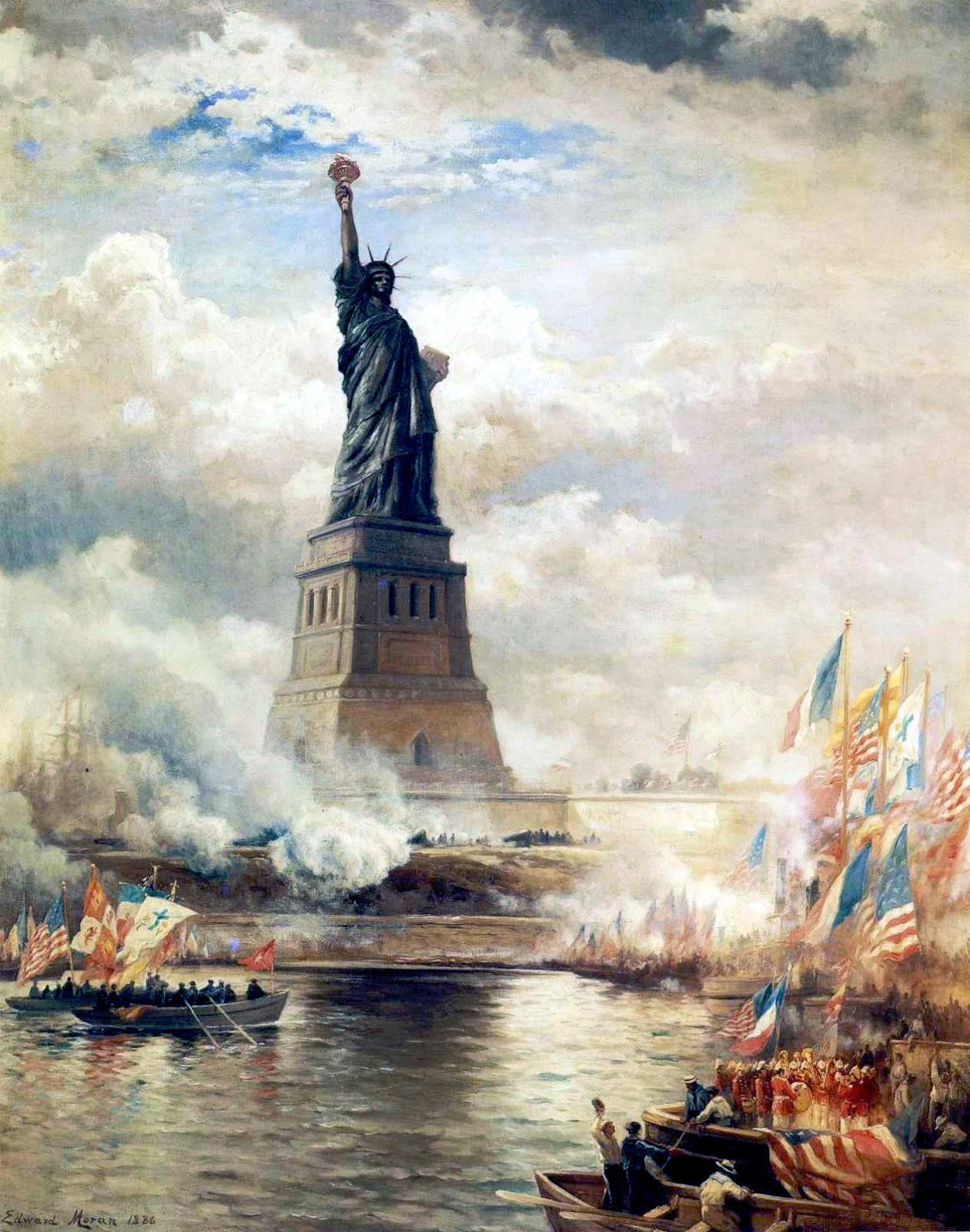
Enthüllung der Freiheitsstatue von Edward Moran, Öl auf Leinwand, J. Clarence Davies Collection, Museum of the City of New York

Die Einweihungszeremonie fand am Nachmittag des 28. Oktober 1886 statt. Präsident Grover Cleveland, einstiger Gouverneur von New York, war Schirmherr der Feierlichkeiten. Am Morgen wurde in New York eine Parade abgehalten, die Zuschauerzahl wird auf mehrere Hunderttausend bis eine Million geschätzt. Cleveland führte die Parade an und begab sich anschließend auf die Tribüne, um Blas- und Marschkapellen aus dem ganzen Land vorbeiziehen zu sehen. General Stone trat als Großmarschall der Parade auf. Die Festzugsroute begann am Madison Square, wo einst der Arm ausgestellt worden war, und führte über Fifth Avenue und Broadway zum Battery Park an der Südspitze von Manhattan. Der Festzug machte dabei einen kleinen Umweg über die Park Row, um am Hauptsitz von New York World vorbeizukommen. Beim Passieren der New York Stock Exchange warfen Händler Börsenticker-Papierstreifen aus den Fenstern und begründeten damit die New Yorker Tradition der Konfettiparade.
Die nautische Parade begann um 12:45 Uhr. Präsident Cleveland ging an Bord einer Yacht, die ihn nach Bedloe’s Island brachte. Im Namen des französischen Komitees hielt Ferdinand de Lesseps die erste Rede, gefolgt vom Vorsitzenden des New Yorker Komitees, Senator William M. Evarts. Eine französische Flagge war über das Gesicht der Statue drapiert und sollte abgenommen werden, um sie am Ende von Evarts’ Rede zu enthüllen. Doch Bartholdi missverstand eine Pause als Abschluss und ließ die Flagge vorzeitig herunterfallen. Der einsetzende Jubel brachte Evarts’ Rede abrupt zu Ende. Als Nächster sprach Cleveland, der erklärte: “A stream of light shall pierce the darkness of ignorance and man’s oppression until Liberty enlightens the world.” (deutsch: „Ein Lichtstrom soll die Dunkelheit der Ignoranz und der Unterdrückung des Menschen durchdringen, bis die Freiheit die Welt erleuchtet.“) Bartholdi, den man in der Nähe des Podiums erblickte, wurde aufgefordert, ebenfalls etwas zu sagen, doch er lehnte ab. Der bekannte Redner Chauncey Depew schloss mit einer übermäßig langen Ansprache ab.
Diese Zeremonie war ausschließlich geladenen Gästen vorbehalten, die Öffentlichkeit erhielt keinen Zugang zur Insel. Die einzigen anwesenden Frauen waren Bartholdis Gattin und Lesseps’ Enkelin. Behördenvertreter hatten befürchtet, Frauen könnten im Gedränge verletzt werden. Suffragetten aus der Umgebung fühlten sich durch die Einschränkung beleidigt, mieteten ein Boot und näherten sich der Insel. Die Anführerinnen der Gruppe hielten eigene Reden, priesen die Verkörperung der Freiheit durch eine Frau und forderten das Frauenwahlrecht. Ein offiziell geplantes Feuerwerk musste wegen schlechten Wetters auf den 1. November verschoben werden.
Kurz nach der Einweihung forderte die afroamerikanische Zeitung Cleveland Gazette, dass die Fackel der Statue nicht eher leuchten sollte, bis die Vereinigten Staaten tatsächlich eine freie Nation seien:

‘Liberty enlightening the world’, indeed! The expression makes us sick. This government is a howling farce. It can not or rather does not protect its citizens within its own borders. Shove the Bartholdi statue, torch and all, into the ocean until the ‘liberty’ of this country is such as to make it possible for an inoffensive and industrious colored man to earn a respectable living for himself and family, without being ‘ku-kluxed’, perhaps murdered, his daughter and wife outraged, and his property destroyed. The idea of the ‘liberty’ of this country ‘enlightening the world’, or even Patagonia, is ridiculous in the extreme.

„‚Die Freiheit erleuchtet die Welt‘, in der Tat! Der Ausdruck widert uns an. Diese Regierung ist eine schreiende Farce. Sie kann ihre Bürger innerhalb ihrer eigenen Grenzen nicht beschützen oder vielmehr sie tut es nicht. Schmeißt die Bartholdi-Statue mitsamt Fackel und allem in den Ozean, bis die ‚Freiheit‘ dieses Landes derartig ist, dass es einem biederen und fleißigen Farbigen möglich ist, seinen Lebensunterhalt und den seiner Familie in anständiger Weise zu verdienen, ohne ‚ge-kukluxt‘, womöglich ermordet zu werden, ohne dass seine Tochter und Ehefrau auf schockierende Weise behandelt und sein Eigentum zerstört wird. Die Vorstellung, dass die ‚Freiheit‘ dieses Landes ‚die Welt erleuchtet‘, oder gar Patagonien, ist zutiefst lächerlich.“

## Weitere Entwicklung

### Lighthouse Board und Kriegsministerium (1886–1933)

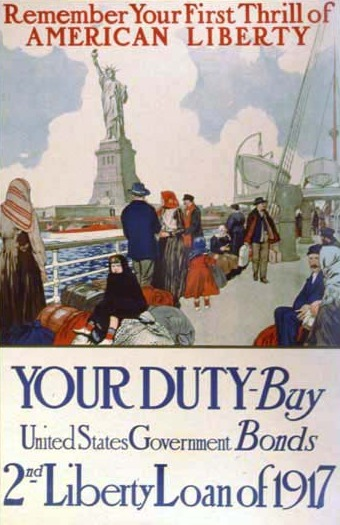
Plakat der Regierung, das mit der Freiheitsstatue für den Kauf von Kriegsanleihen wirbt (1917)

Als die Fackel am Abend der Einweihung beleuchtet wurde, war dies von Manhattan aus kaum zu sehen. Die New York World beschrieb das Leuchten als „more like a glowworm than a beacon“ (deutsch: „eher wie ein Glühwürmchen als ein Leuchtfeuer“). Bartholdi schlug vor, die Statue zu vergolden, um die Lichtreflexion zu vergrößern, was sich aber als zu teuer erwies. Das United States Lighthouse Board, die für Leuchttürme zuständige Bundesbehörde, übernahm die Statue im Jahr 1887 und sicherte zu, die Fackel mit einer Ausrüstung für gesteigerte Leuchtkraft auszustatten. Trotz dieser Bemühungen blieb die Statue nachts praktisch unsichtbar. Als Bartholdi 1893 in die USA zurückkehrte, schlug er weitere Maßnahmen vor, die sich allesamt als ineffektiv erwiesen. Er setzte sich erfolgreich für eine verbesserte Beleuchtung im Innern der Statue ein, sodass die Besucher Eiffels Design besser wahrnehmen konnten. 1901 ordnete Präsident Theodore Roosevelt, einst Mitglied des New Yorker Komitees, die Übergabe der Statue an das Kriegsministerium an, da sie sich als Leuchtturm nicht bewährt habe. Während der militärischen Verwaltung von Bedloe’s Island war bis 1923 eine Einheit des Army Signal Corps auf der Insel stationiert, danach Militärpolizei.
Die Statue entwickelte sich rasch zu einem Wahrzeichen. Erzählungen von Einwanderern, die über New York einreisten, berichteten von einem erhebenden Gefühl beim ersten Anblick der Statue. Ein Einwanderer aus Griechenland erinnerte sich:

“I saw the Statue of Liberty. And I said to myself, ‘Lady, you’re such a beautiful! [sic] You opened your arms and you get all the foreigners here. Give me a chance to prove that I am worth it, to do something, to be someone in America.’ And always that statue was on my mind.”

„Ich sah die Freiheitsstatue. Und ich sagte zu mir: ‚Lady, du bist eine solche Schönheit! Du hast deine Arme geöffnet und bringst alle Ausländer hierher. Gib mir eine Chance zu beweisen, dass ich es wert bin, etwas zu tun, um in Amerika jemand zu sein.‘ Und stets war diese Statue in meinen Gedanken.“

Ursprünglich hatte die Statue eine matte Kupferfärbung; kurz nach 1900 breitete sich aufgrund der Oxidation eine grüne Patina aus. Erste Presseberichte darüber erschienen 1902, vier Jahre später bedeckte sie die gesamte Statue. Überzeugt davon, dass die Patina ein Zeichen von Korrosion war, bewilligte der Kongress 62.800 Dollar, um die Statue gründlich zu überstreichen. Gegen den Außenanstrich erhoben sich erhebliche öffentliche Proteste. Das Army Corps of Engineers (USACE) untersuchte die Patina darauf, ob sie schädliche Auswirkungen habe und kam zum Schluss, dass sie die Verkleidung eher schütze, die Konturen weicher mache und die Statue dadurch schöner werde. Die Statue erhielt daraufhin nur einen Innenanstrich. Das USACE installierte auch einen Aufzug, um Besucher von der Basis zum obersten Teil des Sockels zu transportieren.

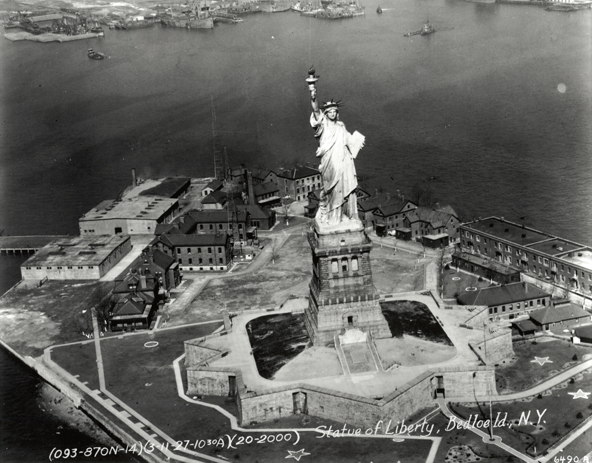
Bedloe’s Island im Jahr 1927 mit Statue und Armeegebäuden

Am 30. Juli 1916, während des Ersten Weltkriegs, verübten deutsche Saboteure einen Sprengstoffanschlag auf die Black-Tom-Halbinsel in Jersey City, unweit von Bedloe’s Island gelegen (heute Teil des Liberty State Park). Rund 1000 Tonnen Munition, die nach Großbritannien und Frankreich verschifft werden sollten, explodierten und sieben Menschen starben. Die Statue erlitt kleinere Schäden, überwiegend am Fackelarm, und wurde für zehn Tage geschlossen. Die Reparaturkosten für die Statue und die Gebäude auf der Insel betrugen rund 100.000 Dollar. Der enge Aufstieg zur Fackel wurde aus Gründen der öffentlichen Sicherheit gesperrt und blieb es bis heute.
Im selben Jahr begann Ralph Pulitzer, der seinen Vater als Herausgeber der New York World abgelöst hatte, eine Spendenkampagne. Es sollten 30.000 Dollar für ein Beleuchtungssystem gesammelt werden, um die Statue nachts anzuleuchten. Pulitzer behauptete, es habe 80.000 Spender gegeben, doch die Kampagne verfehlte ihr Ziel. Ein wohlhabender Gönner beglich die Differenz im Geheimen, was erst 1936 herauskam. Mit einem Unterwasserkabel wurde die Insel an das Stromnetz auf dem Festland angeschlossen und entlang der Mauern von Fort Wood wurden Flutlichter platziert. Gutzon Borglum, der später Mount Rushmore schuf, entwarf die Fackel neu und ersetzte das ursprüngliche Kupfer zu einem großen Teil mit bemalten Glasfenstern. Am 2. Dezember 1916 schaltete Präsident Woodrow Wilson mit einem Telegrafenknopf die Beleuchtung ein. Sie tauchte die Statue in strahlendes Licht. Die elektrische Beleuchtung war in der Fackel installiert, und die Statue war fortan nachts sogar aus größerer Entfernung als tagsüber zu erkennen. Während der Inbetriebnahme flog Ruth Law an der Statue mit einem „glänzend erleuchtet[en]“ Flugzeug vorbei, an dem in hellbeleuchteten Buchstaben das Wort Liberty zu erkennen war.
Nachdem die USA am 6. April 1917 in den Krieg eingetreten waren, war die Statue häufig auf Rekrutierungsplakaten und Werbungen für Liberty Bonds (Kriegsanleihen) abgebildet. Sie sollte die Bevölkerung auf das Kriegsziel, die Sicherung der Freiheit, aufmerksam machen und daran erinnern, dass das umkämpfte Frankreich den USA die Freiheitsstatue geschenkt hatte. 1924 nutzte Präsident Calvin Coolidge die durch das Altertumsgesetz (Antiquity Act) verliehene Befugnis und erklärte Bedloe’s Island mit der Freiheitsstatue zum Statue of Liberty National Monument. Der einzige geglückte Suizid ereignete sich fünf Jahre später: ein Mann stieg aus einem der Fenster in der Krone und sprang in die Tiefe.

### National Park Service (1933–1982)

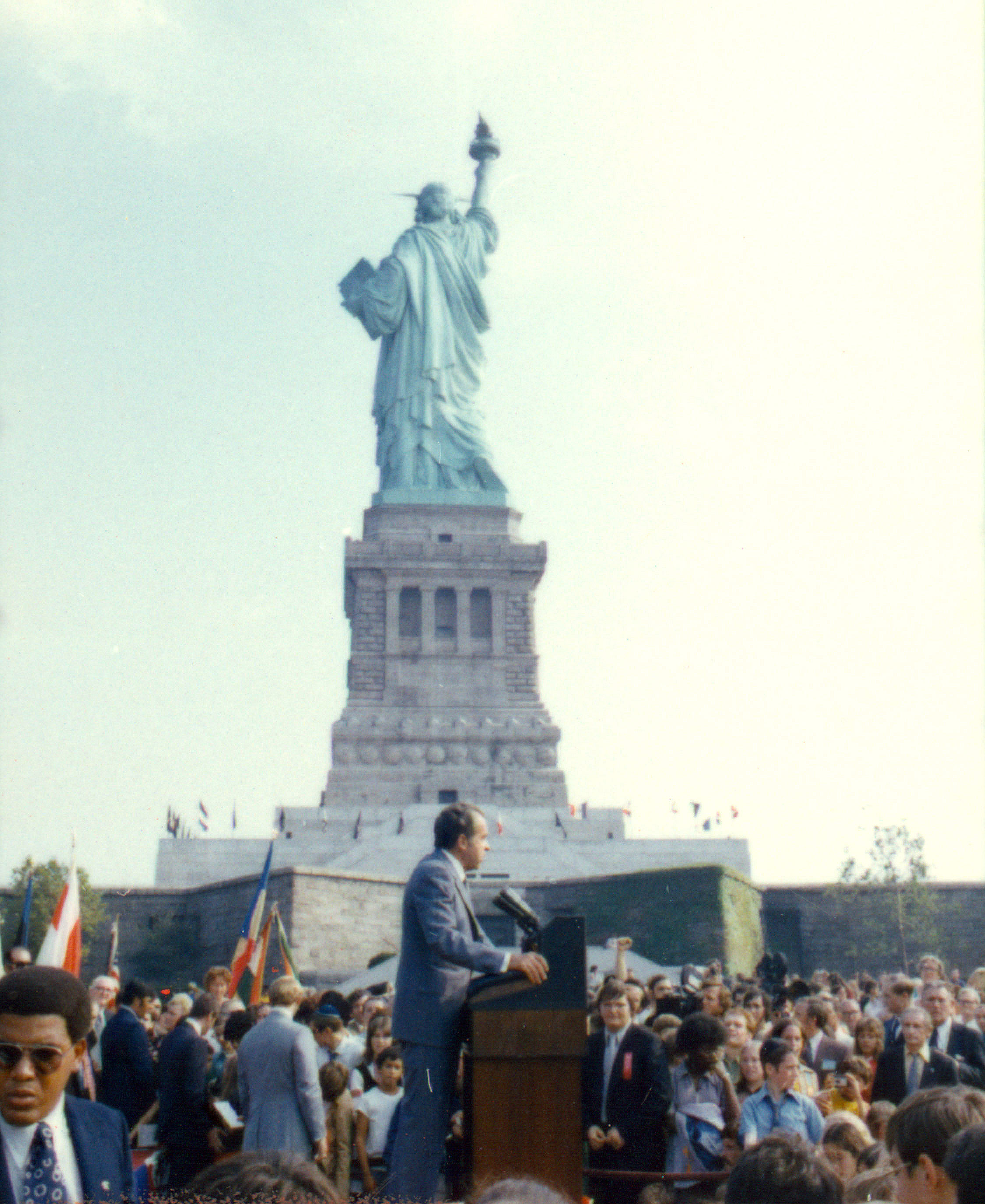
26. September 1972: Präsident Richard Nixon hält eine Rede zur Eröffnung des Einwanderungsmuseums.

1933 übertrug Präsident Franklin D. Roosevelt die Verantwortung für die Statue dem National Park Service (NPS). Ab 1937 war der NPS für ganz Bedloe’s Island zuständig. Nach dem Abzug der Armee begann der NPS, die Insel in einen Park umzuwandeln. Die Works Progress Administration (WPA) riss die meisten der alten Gebäude ab, flachte das östliche Ende der Insel ab und bepflanzte es neu. Außerdem setzte sie Granitstufen für einen neuen öffentlichen Zugang zur Statue von der hinteren Seite her. Die WPA führte auch Restaurierungsarbeiten an der Statue durch und entfernte dabei vorübergehend die Strahlen der Krone, um ihre verrosteten Träger zu ersetzen. Verrostete gusseiserne Stufen im Sockel und im oberen Treppenteil im Innern der Statue wurden durch neue aus Stahlbeton ersetzt. Kupferne Verschalungen wurden montiert, um weitere Schäden durch Regenwasser, das durch den Sockel sickerte, abzuwenden. Die Statue war von Mai bis Dezember 1938 für die Öffentlichkeit geschlossen.
Während des Zweiten Weltkriegs blieb die Statue für Besucher geöffnet, war aber aufgrund der Verdunkelung nachts nicht erleuchtet. Für kurze Zeit wurde die Beleuchtung am 31. Dezember 1943 und am 6. Juni 1944 (D-Day) eingeschaltet, als die Lichter das Signal „kurz-kurz-kurz-lang“, den Morsecode für V für Victory („Sieg“) sendeten. Eine neue, leistungsfähige Beleuchtung wurde 1944/45 installiert und ab 8. Mai 1945 (VE-Day) war die Statue erneut nach Sonnenuntergang beleuchtet. Die Beleuchtung war jeden Abend nur für wenige Stunden eingeschaltet; seit 1957 wird die Statue jede Nacht durchgehend angestrahlt. 1946 wurde der öffentlich zugängliche Teil im Innern der Statue mit einer speziellen Plastikfolie überzogen, sodass Graffiti abgewaschen werden können.
1956 beschloss der Kongress, Bedloe’s Island in 'Liberty Island' umzubenennen; ein Vorschlag, den bereits Bartholdi gemacht hatte. Das Gesetz schuf auch die Voraussetzung, ein Einwanderungsmuseum auf der Insel zu finanzieren. Unterstützer betrachteten dies als Genehmigung des Projekts, doch die Regierung verzögerte die Freigabe der Geldmittel. Präsident Lyndon B. Johnson erklärte 1965 die benachbarte Insel Ellis Island zu einem Teil des Statue of Liberty National Monument. 1972 öffnete schließlich das Einwanderungsmuseum in der Basis der Statue mit einer von Präsident Richard Nixon geleiteten Zeremonie. Wegen fehlender finanzieller Mittel musste das Museum 1991 geschlossen werden, nachdem auf Ellis Island ein neues Museum eröffnet worden war.
1976 ließ der NPS aus Anlass der Zweihundertjahrfeier der Vereinigten Staaten ein neues Beleuchtungssystem installieren. Die Statue war Mittelpunkt von Operation Sail, einer Regatta von Großseglern aus aller Welt, die am 4. Juli 1976 den New Yorker Hafen anliefen und Liberty Island umsegelten. Der Festtag endete mit einem großen Feuerwerk in der Nähe der Statue.

### Restaurierung und weitere Entwicklung seit 1982

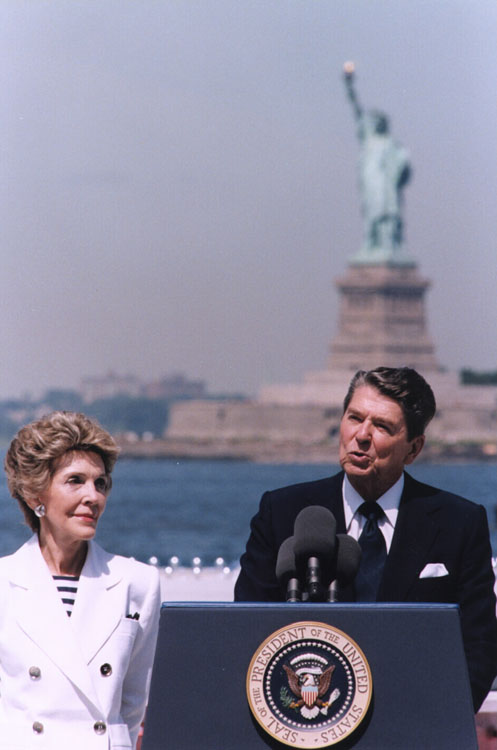
4. Juli 1986: Nancy und Ronald Reagan anlässlich der Wiedereröffnung

Im Zuge der Planungen für die Hundertjahrfeier der Statue im Jahr 1986 untersuchten französische und amerikanische Ingenieure das Bauwerk eingehend. Sie kamen 1982 zum Schluss, die Statue benötige eine umfassende Restaurierung. Der rechte Arm war unsachgemäß am Hauptteil befestigt worden. Er schwankte bei starkem Wind mehr und mehr, sodass ein erhebliches Absturzrisiko bestand. Zusätzlich war der Kopf rund 60 Zentimeter seitlich vom Mittelpunkt montiert worden und einer der Strahlen bohrte ein Loch in den rechten Arm, wenn sich die Statue im Wind bewegte. Die Rahmenstruktur war stark korrodiert und rund zwei Prozent der Platten der Außenhülle mussten ersetzt werden. Zwar war das Problem mit der Rahmenstruktur bereits 1936 erkannt worden, als einige gusseiserne Ersatzträger montiert worden waren, doch der größte Teil der Korrosion war durch Farbschichten verdeckt, die man im Laufe der Jahre angebracht hatte.
Im Mai 1982 verkündete Präsident Ronald Reagan die Bildung der Statue of Liberty–Ellis Island Centennial Commission, geleitet vom Chrysler-Vorsitzenden Lee Iacocca, die die benötigten Geldmittel auftreiben sollte. Der Kommission gelang es, mehr als 350 Millionen Dollar Spendengelder zu sammeln. Diese Spendenkampagne gehörte zu den ersten, an der sich Unternehmen zu Marketingzwecken beteiligten. 1983 warb American Express für sich, indem es bei jeder mit einer Kreditkarte getätigten Transaktion einen Cent zur Renovierung beisteuerte. Allein diese Kampagne erbrachte 1,7 Millionen Dollar.
1984 war die Statue aufgrund der Renovierungsarbeiten eingerüstet und für die Öffentlichkeit gesperrt. Die Farbschichten, die über Jahrzehnte an der Innenseite der Kupferverkleidung angebracht worden waren, wurden mit Flüssigstickstoff entfernt, welches von Union Carbide gespendet worden war. Zwei Schichten Steinkohlenteer, die beim Bau der Statue aufgetragen worden waren, um Lecks abzudichten und Korrosion zu verhindern, wurden durch das Sodablasting-Verfahren entfernt, ohne das Kupfer weiter zu beschädigen. Das hierfür benötigte Soda wurde durch Church & Dwight bereitgestellt. Eine auf Asbest basierende Substanz, die Bartholdi zur Verhinderung der Kontaktkorrosion ohne Erfolg verwendet hatte, behinderte die Arbeit der Restauratoren. Arbeiter im Innern der Statue mussten Schutzkleidung mit integriertem Atemschutzgerät tragen. Löcher in der Kupferverkleidung wurden repariert und, wo notwendig, durch neues Kupfer ersetzt. Die Ersatzverkleidung stammte vom Dach der Bell Laboratories, das eine ähnliche Patina aufwies; im Gegenzug erhielt das Laboratorium Teile der alten Verkleidung zu Testzwecken. Es stellte sich heraus, dass seit den Änderungen von 1916 Wasser in die Fackel eindrang, weshalb man sie durch eine Kopie ersetzte. Die Restauratoren erwogen den Ersatz von Arm und Schulter, doch der National Park Service bestand auf einer Reparatur.

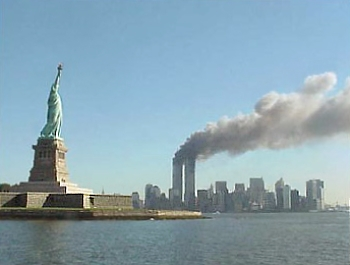
11. September 2001: Die Freiheitsstatue mit den brennenden Türmen des World Trade Center im Hintergrund

Zur Restaurierung gehörte auch der Ersatz der gesamten Verankerung. Die im Puddelverfahren hergestellten Eisenstäbe, die Eiffel verwendet hatte, wurden Schritt für Schritt entfernt. Die neuen Stäbe, die am Pylon befestigt sind, bestehen aus kohlenstoffarmem rostfreiem Stahl, die Stäbe, die nun die Klammern an der Verkleidung festhalten, aus Ferralium, einer Legierung, die sich bei Bewegungen der Statue leicht biegt und wieder in die Ausgangsposition zurückkehrt. Um zu verhindern, dass sich der Strahl und der Arm gegenseitig berühren, wurde der Strahl um einige Grad neu ausgerichtet. Man ersetzte auch die Beleuchtung ein weiteres Mal; seither werfen Halogenlampen Lichtstrahlen auf bestimmte Bereiche des Sockels und heben diese dadurch hervor. An die Stelle eines in den 1960er Jahren gebauten unscheinbaren Eingangs im Sockel trat ein breites Portal mit monumentalen Bronzetüren, auf denen symbolisch die Renovierung dargestellt ist. Ein moderner Aufzug ermöglicht Menschen mit Behinderungen den Zugang zum Aussichtsbereich des Sockels. Hinzu kam auch ein Notaufzug, der bis zur Höhe der Schulter der Statue reicht.
Die Feierlichkeiten zur Wiedereröffnung und zum hundertjährigen Jubiläum der Statue vom 3. bis 6. Juli 1986 wurden Liberty Weekend (Freiheitswochenende) genannt. Am 4. Juli fand eine Neuauflage von Operation Sail statt. Einen Tag darauf nahmen Nancy und Ronald Reagan im Beisein des französischen Präsidenten François Mitterrand die Wiedereinweihung der Statue vor. Das Restaurierungsprojekt wurde 1987 mit dem Outstanding Civil Engineering Achievement Award der American Society of Civil Engineers ausgezeichnet.

Unmittelbar nach den Terroranschlägen am 11. September 2001 wurde Liberty Island für die Öffentlichkeit gesperrt. Ende 2001 durfte die Insel wieder betreten werden, doch der Sockel und die Statue blieben weiterhin Sperrbereich. Der Zugang zum Sockel war ab 3. August 2004 wieder gestattet, doch der National Park Service gab bekannt, Besuchern könne der Zutritt zur Statue aus Sicherheitsgründen nicht erlaubt werden. Die Behörde begründete diese Maßnahme damit, dass in Notfällen eine Evakuierung mit Schwierigkeiten verbunden wäre. 

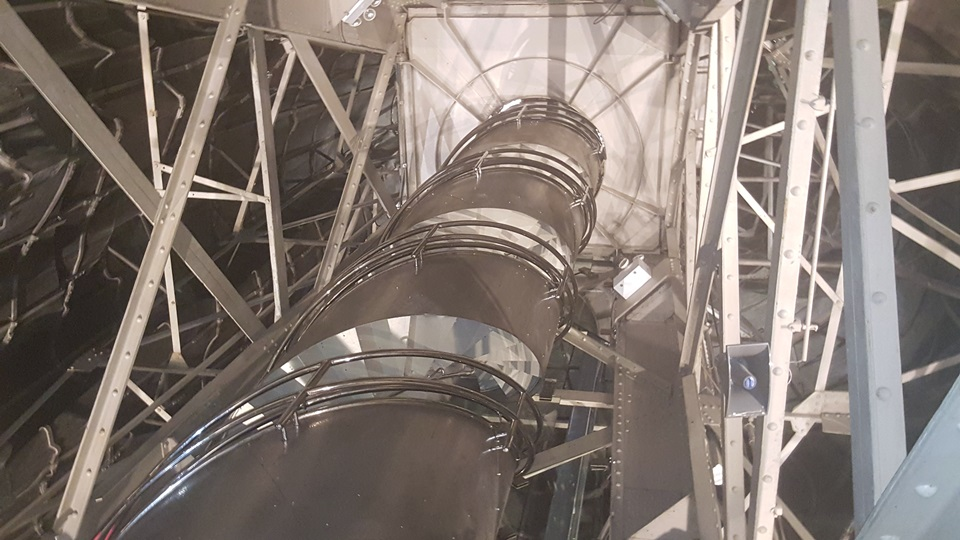
Die neue Treppe für den Zugang in die Krone

Ken Salazar, Innenminister in Barack Obamas Regierung, kündigte am 17. Mai 2009 an, dass die Statue am 4. Juli wieder der Öffentlichkeit zugänglich gemacht wird, als „besonderes Geschenk an Amerika“. Seither war die Zahl der Besucher, die pro Tag bis zur Krone hinaufsteigen durften, beschränkt. Nach dem 125. Jubiläum am 28. Oktober 2011 wurde die Statue für ein Jahr geschlossen, um im Inneren ein neues Treppensystem einzubauen, mit dem moderne Sicherheitsanforderungen erfüllt werden und künftig mehr Menschen gleichzeitig die Statue besuchen können. Nur einen Tag nach der Wiedereröffnung am 28. Oktober 2012 musste die Statue wegen der Auswirkungen von Hurrikan Sandy erneut geschlossen werden. Die Statue selbst war nicht beschädigt, aber Teile der Infrastruktur im Sockel wurden zerstört. Die Renovierung dauerte bis zum folgenden Sommer; am Nationalfeiertag, dem 4. Juli 2013 wurde die Freiheitsstatue wieder eröffnet.

## Besichtigung

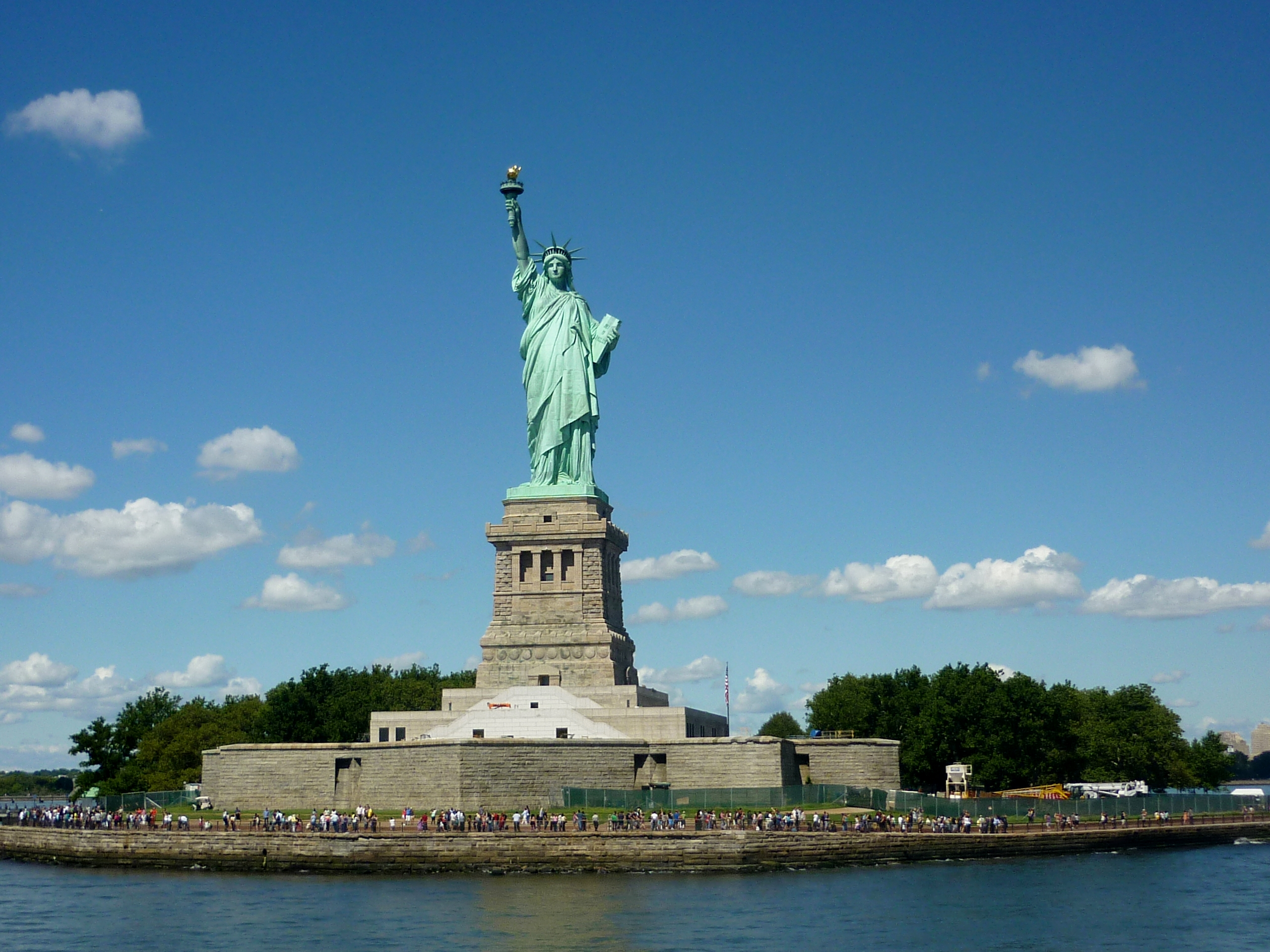
Liberty Island wird tagsüber von Touristen gesäumt (2012).

Der Eintritt zum Statue of Liberty National Monument ist frei. Allerdings sind sämtliche Besucher auf die kostenpflichtige Benutzung der Fähren angewiesen, da private Schiffe und Boote nicht an der Insel anlegen dürfen. Seit 2007 hält die Gesellschaft State Cruises die Konzession für den Transport und den Kartenverkauf. Sie trat an die Stelle des Unternehmens Circle Line, das zuvor seit 1953 den Fährbetrieb durchgeführt hatte. Die Fähren, die beim Liberty State Park in Jersey City und beim Battery Park in Lower Manhattan ablegen, verkehren jeweils auch über Ellis Island, sodass eine Rundfahrt möglich ist. Besucher, die den Sockel betreten wollen, müssen im Besitz einer zusätzlichen, kostenlosen Eintrittskarte sein.

## Inschriften, Gedenktafeln und Würdigungen

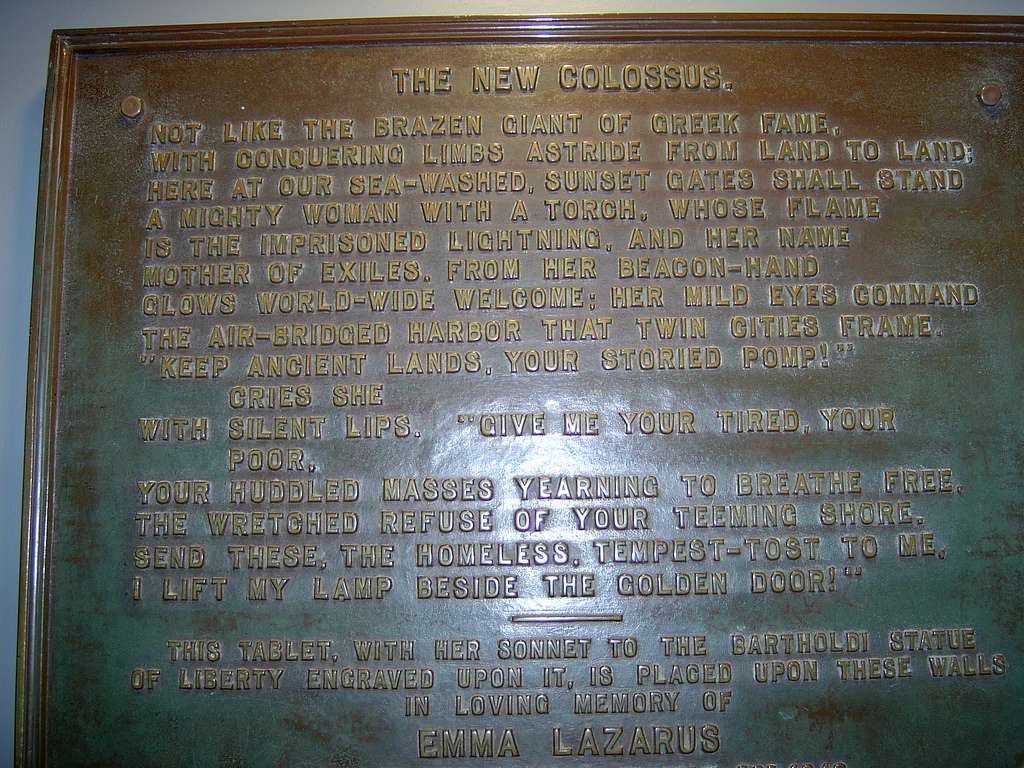
Gedenktafel für Emma Lazarus mit dem Gedicht The New Colossus

An und in der Nähe der Freiheitsstatue gibt es mehrere Gedenktafeln. Eine Tafel an der Kupferverkleidung unmittelbar unter den Füßen verkündet, dass die Statue die Freiheit repräsentiert, von Bartholdi entworfen und vom Pariser Unternehmen Gaget, Gauthier et Cie. erbaut wurde. Eine weitere Tafel, ebenfalls mit Bartholdis Namen versehen, weist die Statue als Geschenk des französischen Volkes aus, das „die Allianz der zwei Nationen bei der Erlangung der Unabhängigkeit der Vereinigten Staaten“ ehrt und „ihre dauernde Freundschaft“ bestätigt (“honors the Alliance of the two Nations in achieving the Independence of the United States of America and attests their abiding friendship”). Eine Tafel des New Yorker Komitees erinnert an die Spendenkampagne zur Errichtung des Sockels. Der Grundstein weist ebenfalls eine Tafel auf, platziert von den Freimaurern.
Freunde der Dichterin Emma Lazarus stifteten 1903 ihr zu Ehren eine Bronzetafel mit dem Gedicht The New Colossus. Bis zur Renovierung 1986 hing sie im Innern des Sockels, seither befindet sie sich in der Basis im Statue of Liberty Museum. Ergänzt wird sie durch eine Gedenktafel, die 1977 vom Erinnerungskomitee für Emma Lazarus gestiftet wurde und das Leben der Dichterin würdigt.
Am westlichen Ende der Insel befindet sich eine Gruppe von fünf Statuen des Bildhauers Phillip Ratner aus Maryland. Sie ehren jene Personen, die eng mit der Entstehung der Freiheitsstatue in Zusammenhang stehen. Dargestellt sind die Amerikaner Pulitzer und Lazarus sowie die Franzosen Bartholdi, Laboulaye und Eiffel.
1984 erklärte die UNESCO die Freiheitsstatue zum Weltkulturerbe. Die UNESCO beschreibt in ihrer Erklärung der Bedeutung die Statue als “masterpiece of the human spirit [… that] endures as a highly potent symbol—inspiring contemplation, debate and protest—of ideals such as liberty, peace, human rights, abolition of slavery, democracy and opportunity” (deutsch: „Meisterwerk des menschlichen Geistes […, das] ein dauerhaftes starkes Symbol für Ideale wie Freiheit, Frieden, Menschenrechte, Abschaffung der Sklaverei, Demokratie und Chancen ist und zum Nachdenken, zu Debatten und zum Protest anregt“).
1985 wurde die Freiheitsstatue von der American Society of Civil Engineers in die Liste der Historic Civil Engineering Landmarks aufgenommen.

## Maße und Gewichte

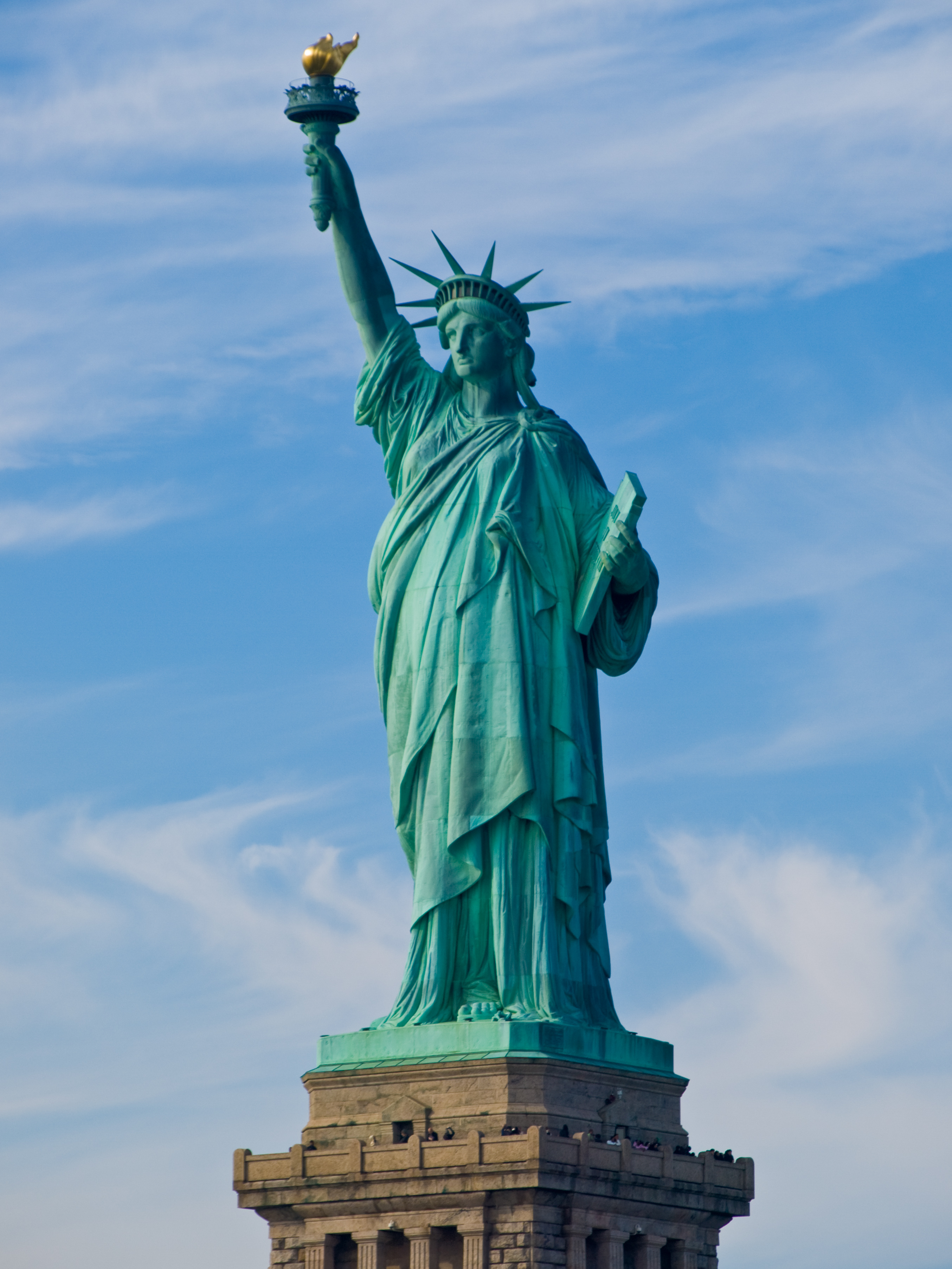
Die Statue von der Fähre aus gesehen

Größenvergleich von Statuen (v. l. n. r.)
1. Statue der Einheit: 240 m (inkl. 58 m Sockel)
2. Zhongyuan-Buddha: 153 m
(inkl. 25 m Sockel und 20 m Thron)
3. Freiheitsstatue: 93 m (inkl. 47 m Sockel)
4. Mutter-Heimat-Statue (Wolgograd): 87 m
(inkl. 2 m Sockel)
5. Cristo Redentor (Rio de Janeiro): 38 m
(inkl. 8 m Sockel)
6. David von Michelangelo (Florenz): ca. 5 m

Die Freiheitsstatue ist mit einer Figurhöhe von 46,05 Metern und einer Gesamthöhe von 92,99 Metern zurzeit (2011) auf Platz 13 der Liste der höchsten Statuen. Bei ihrer Errichtung war sie die höchste und blieb dies bis 1959, als sie von der Statue des Cristo Rei in der portugiesischen Stadt Almada übertroffen wurde.
| Eigenschaft                                      | U.S.           | Metrisch       |
| ------------------------------------------------ | -------------- | -------------- |
| Höhe der Kupferstatue                            | 151 Fuß 1 Zoll | 46,05 Meter    |
| Fundament des Sockels (Bodenhöhe) bis Fackelende | 305 Fuß 1 Zoll | 92,99 Meter    |
| Ferse bis Scheitel                               | 111 Fuß 1 Zoll | 33,86 Meter    |
| Länge der Hand                                   | 16 Fuß 5 Zoll  | 5,00 Meter     |
| Zeigefinger                                      | 8 Fuß 1 Zoll   | 2,44 Meter     |
| Kopf vom Kinn zur Schädeldecke                   | 17 Fuß 3 Zoll  | 5,26 Meter     |
| Breite des Kopfes von Ohr zu Ohr                 | 10 Fuß         | 3,05 Meter     |
| Breite der Augen                                 | 2 Fuß 6 Zoll   | 0,76 Meter     |
| Länge der Nase                                   | 4 Fuß 6 Zoll   | 1,37 Meter     |
| Länge rechter Arm                                | 42 Fuß         | 12,80 Meter    |
| Größte Dicke des rechten Arms                    | 12 Fuß         | 3,66 Meter     |
| Breite der Taille                                | 35 Fuß         | 10,67 Meter    |
| Breite des Mundes                                | 3 Fuß          | 0,91 Meter     |
| Länge der Tafel                                  | 23 Fuß 7 Zoll  | 7,19 Meter     |
| Breite der Tafel                                 | 13 Fuß 7 Zoll  | 4,14 Meter     |
| Dicke der Tafel                                  | 2 Fuß          | 0,61 Meter     |
| Höhe des Sockels                                 | 89 Fuß         | 27,13 Meter    |
| Höhe der Basis                                   | 65 Fuß         | 19,81 Meter    |
| Gewicht des Kupfers                              | 60.000 Pfund   | 27,22 Tonnen   |
| Gewicht des Stahls                               | 250.000 Pfund  | 113,4 Tonnen   |
| Gesamtgewicht der Statue                         | 450.000 Pfund  | 204,1 Tonnen   |
| Dicke der Kupferverschalung                      | 3/32 Zoll      | 2,4 Millimeter |

## Nachbildungen

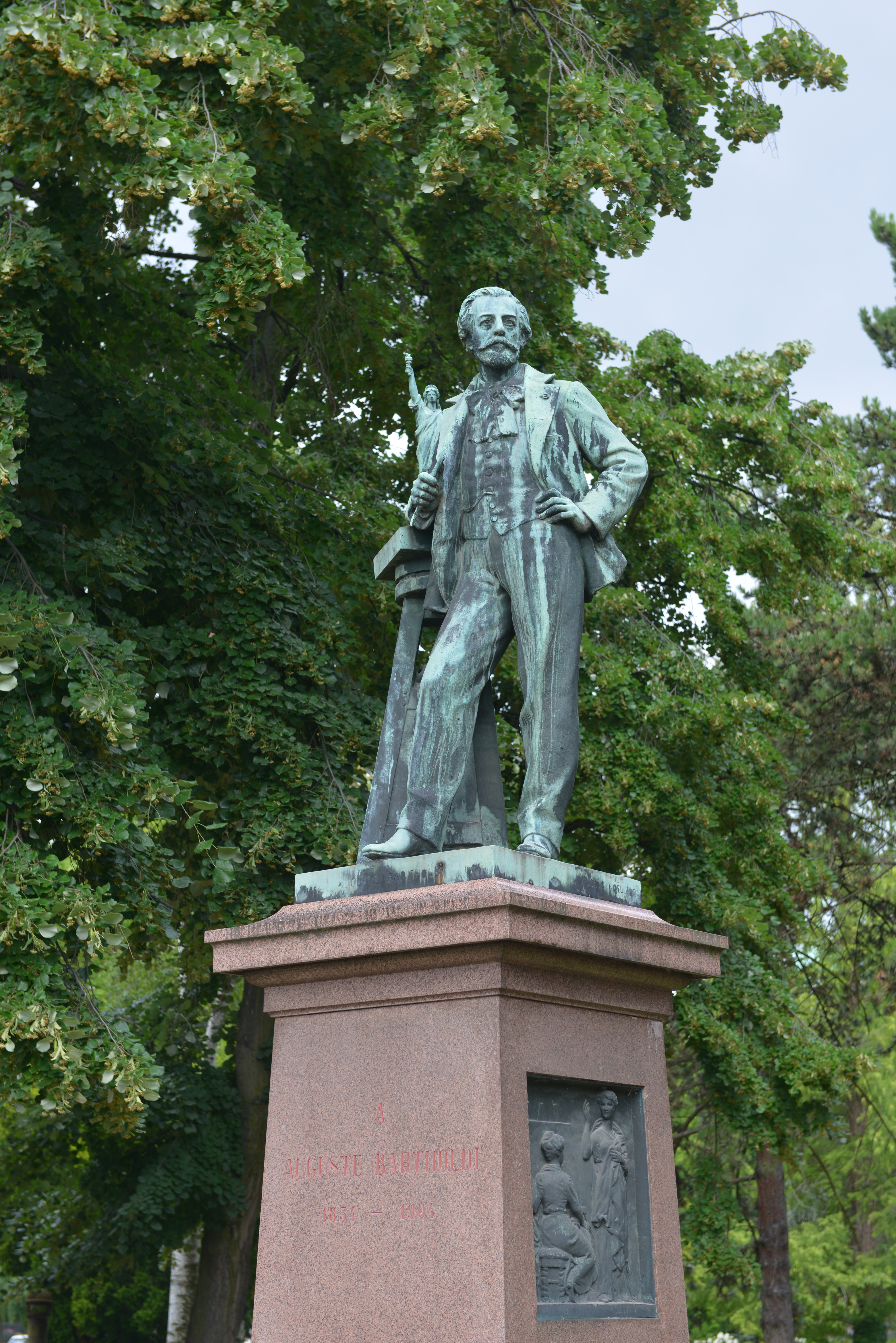
Statue des Schöpfers Frédéric-Auguste Bartholdi mit kleiner Freiheitsstatue im Arm in seiner Geburtsstadt Colmar

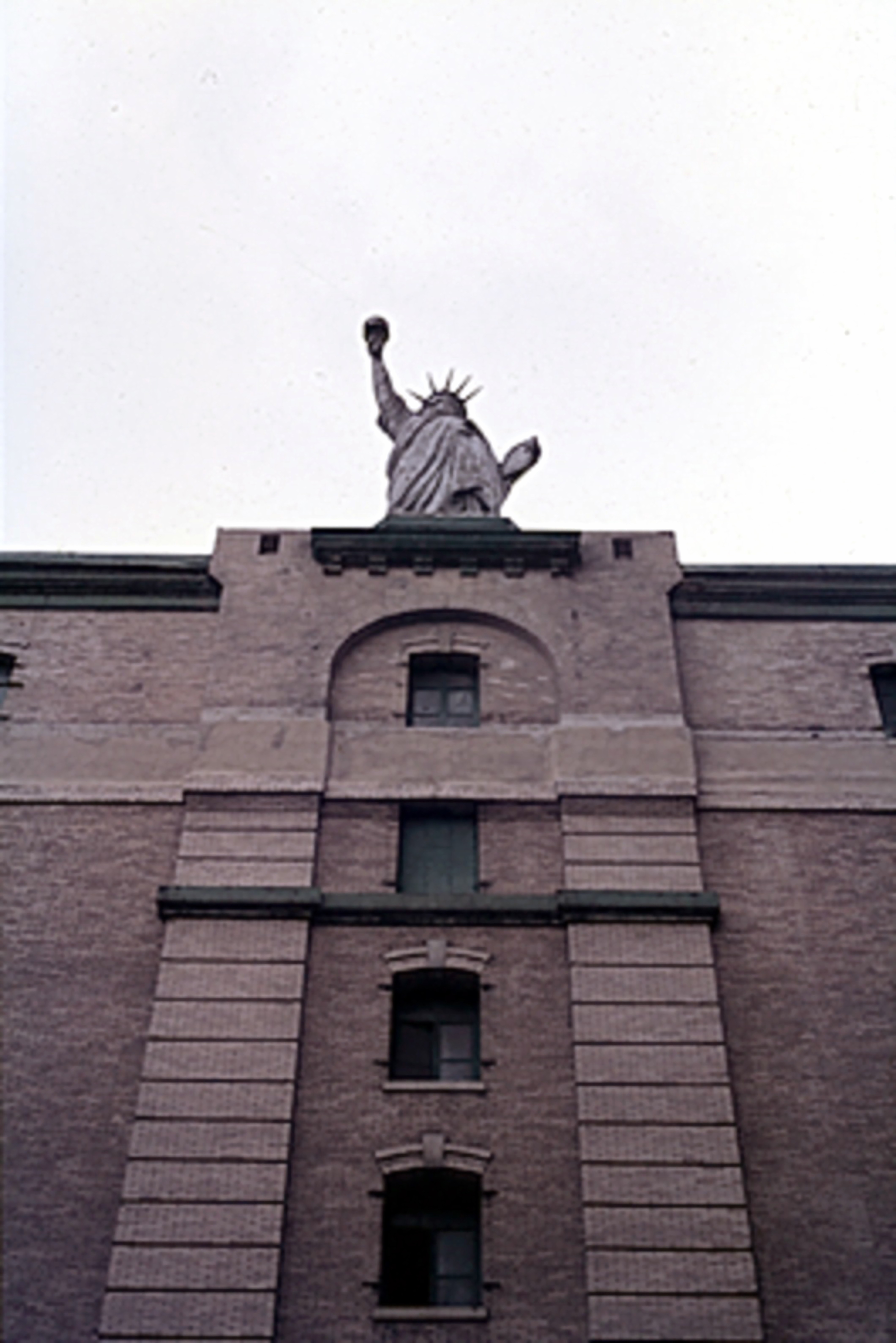
Replika auf dem alten Liberty Warehouse (vor Umbau und Aufstockung 2003) in Midtown Manhattan, New York 1978

Aufgrund der universellen Ausstrahlung der Symbolik der Freiheitsstatue entstanden im Laufe der Jahre weltweit zahlreiche Nachbildungen in verschiedenen Größen. Die bekannteste Version im Entstehungsland Frankreich befindet sich in Paris am westlichen Ende der Île aux Cygnes, einer schmalen künstlichen Insel in der Seine nahe dem Eiffelturm. Diese Figur ist eigentlich keine Nachbildung, sondern die ältere Schwester der New Yorker Dame. Diese 11,5 m hohe und 14 t schwere Bronzestatue ist nämlich ein Abguss des Gipsmodells im Maßstab 1:4, das Bartholdi zur Vorbereitung seines Hauptwerkes erstellt hatte. Der Abguss vom Modell wurde Frankreich in Paris als Colonie Parisienne ansässigen Amerikanern als Dank geschenkt und am 4. Juli 1889 zum Jahrestag der Unabhängigkeitserklärung der Vereinigten Staaten vom Staatspräsidenten Sadi Carnot und dem amerikanischen Botschafter Whitelaw-Reid in Paris eingeweiht. Die Statue wurde schließlich in der virtuellen Blickrichtung zu ihrem viermal so hohen Gegenstück im New Yorker Hafen aufgebaut. In der französischen Hauptstadt gibt es vier weitere, kleinere Nachbildungen der Statue; Nachbildungen gibt es in mehreren weiteren französischen Städten, unter anderem seit 2004 in Bartholdis Heimatstadt Colmar. Außerdem befindet sich bei der Pont de l’Alma in Paris die Flamme de la Liberté (Flamme der Freiheit), eine 3,5 m hohe Nachbildung der Flamme der Freiheitsstatue aus vergoldetem Kupfer in natürlicher Größe auf einem Sockel aus grauem und schwarzem Marmor. Sie wurde 1987 der Stadt Paris als Dank von der International Herald Tribune und verschiedenen Spendern übergeben.
Eine der ältesten Nachbildungen in den Vereinigten Staaten, die Little Liberty, wurde 1902 vermutlich von der Fa. W. H. Mullins aus Salem (Ohio) aus galvanisiertem und verzinktem Stahl hergestellt. Auftraggeber war William H. Flattau aus Akron. Sie wurde in einem Flachbettwagen nach New York City gebracht, nachdem sie der Länge nach in zwei Hälften zersägt und dann wieder zusammengeschweißt worden war. Als die Statue damals auf dem Dach vom 1898 errichteten Liberty Warehouse als Werbeträger an der West 64th Street in der Nähe des Broadway errichtet wurde, hatte sie eine Wendeltreppe, die es den Besuchern ermöglichte, nach oben zu steigen, genau wie in der echten Freiheitsstatue. Diese Treppe wurde 1912 geschlossen und ist verfallen. Zu dieser Zeit gab es keine höheren Gebäude in der Nähe, so dass die Aussicht beeindruckend gewesen sein muss. Das 8-stöckige Lagerhaus wurde 2003 durch die Athena-Gruppe um vier Etagen erweitert, um dort Luxusapartments einzurichten. Die „Little Liberty“ wurde zuvor abgebaut, dem Brooklyn Museum geschenkt und im Skulpturengarten des Museums gelagert. Im Jahr 2005 wurde die ca. 10 m hohe Statue durch die Fa. Evergreene Architectural Arts, Inc. New York, umfassend konserviert, restauriert und vor dem Brooklyn Museum platziert. Diese Mini-Version der Freiheitsstatue wurde dann im Mai 2023 abgebaut, nach Sauget, nahe St. Louis transportiert und auf einem Sockel vor dem Eingang des National Building Arts Center aufgestellt.
Die Nachbildung vor dem 1997 eröffneten New York-New York Hotel & Casino in Las Vegas ist halb so hoch wie das Original.
Im Rahmen der patriotischen Kampagne Strengthen the Arm of Liberty („Stärkt den Arm der Freiheit“) spendeten die Boy Scouts of America in den Jahren 1949 bis 1952 rund zweihundert Nachbildungen verschiedenen amerikanischen Bundesstaaten und Städten. Von diesen rund 2,5 Meter hohen Statuen ist etwa die Hälfte erhalten geblieben. Die Göttin der Demokratie, die 1989 während der Proteste auf dem Platz des himmlischen Friedens errichtet wurde, wies zwar gewisse Ähnlichkeiten mit der Freiheitsstatue auf, die Erbauer entschieden sich jedoch bewusst gegen eine genaue Kopie, da diese zu pro-amerikanisch gewesen wäre.
Seit über einen Jahrhundert wird „Lady Liberty“ gezeichnet, gemalt, fotografiert, kopiert, adaptiert und neu interpretiert und ein Ende ist nicht abzusehen. Auch zeitlich begrenzte Kunstinstallationen gehören dazu, wie die großformatige Bronzenachbildung der Freiheitsstatue mit einer comic-artigen Maske der Künstlerin Paola Pivi oder die „Reclining Liberty“ des Künstlers Zaq Landsberg, „Präsident“ der „Republic of Zaquistan“.
Ähnlich wie die konventionelle Gestalt der echten Freiheitsstatue als Phänotyp zu einer Art Assoziationsmaschine geworden ist (siehe Abschnitt Kultureller Einfluss) wurde auch das, zum Entstehungszeitpunkt technisch revolutionäre, innere Traggerüst des Konstruktionsbüros Eiffel adaptiert und neu interpretiert:

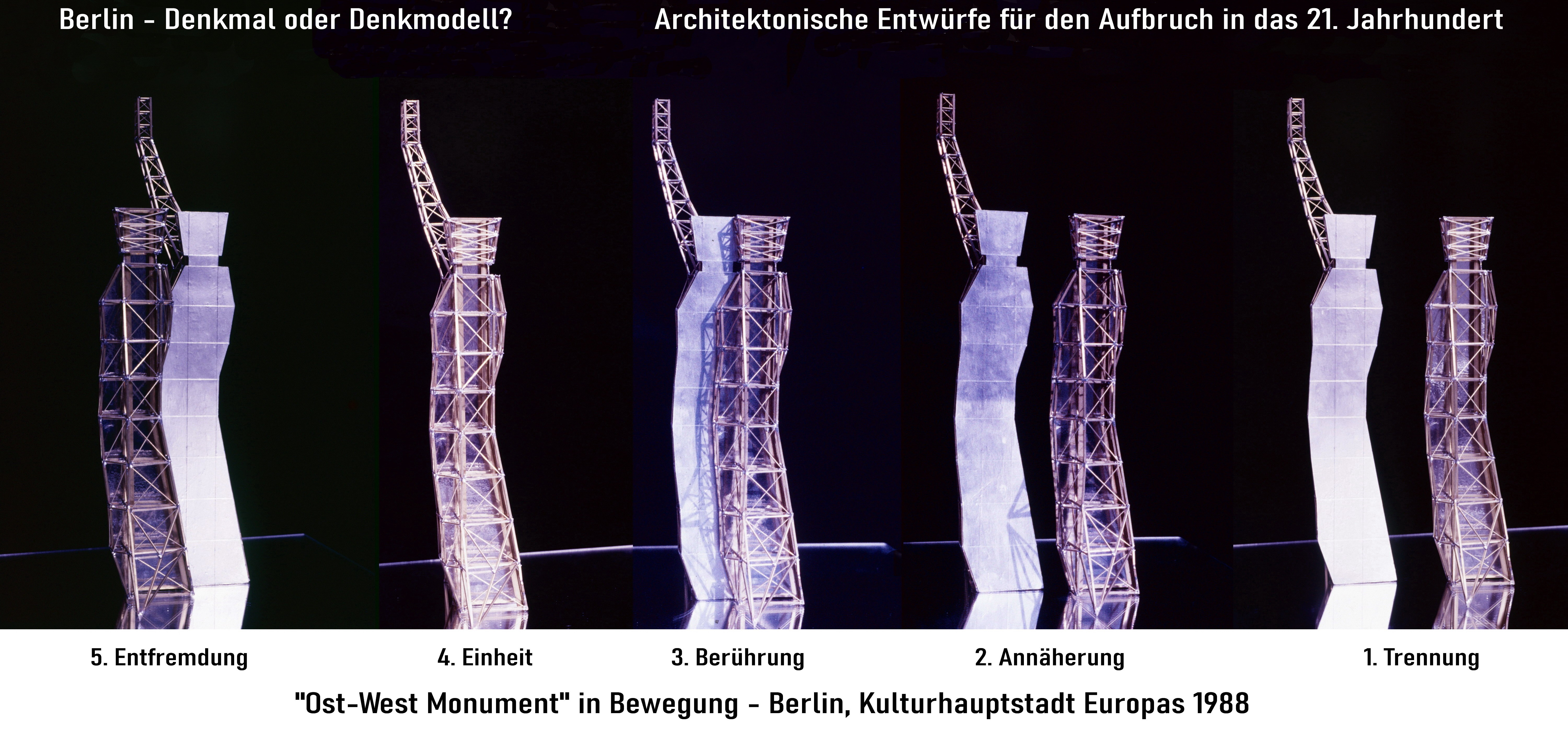
Das Denkmal als Denkmodell – Ost-West Monument, Platz der Republik, Berlin, Kulturhauptstadt Europas, Peter Riemann, 1988

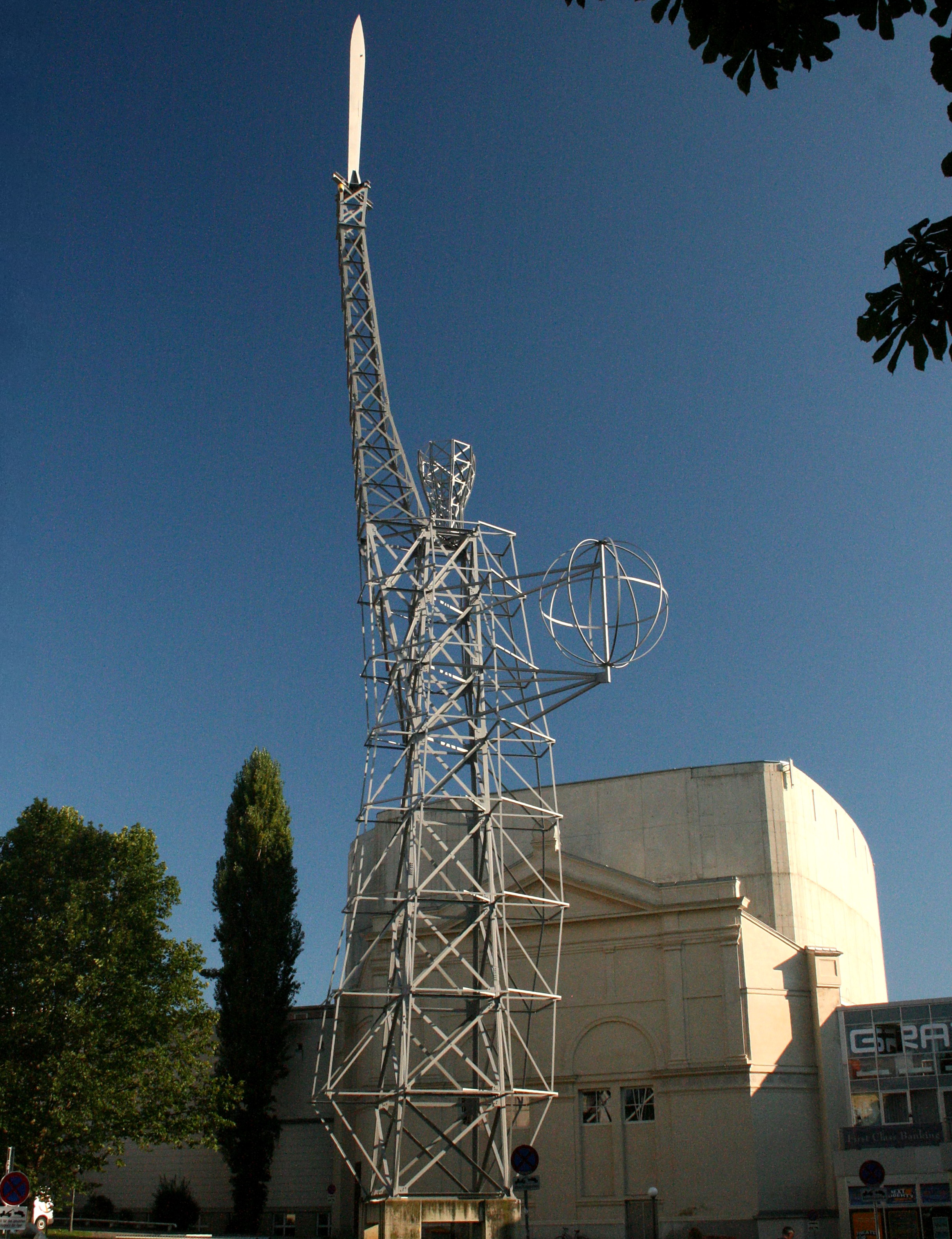
Skulptur „Lichtschwert“ in Graz, Hartmut Skerbisch, 1992

Als das noch geteilte Berlin 1988 Kulturhauptstadt Europas wurde, schlug der Architekt Peter Riemann, im Rahmen der Ausstellung Berlin – Denkmal oder Denkmodell? Architektonische Entwürfe für den Aufbruch in das 21. Jahrhundert des Senators für Bau- und Wohnungswesen, Berlin und der Galerie Aedes, eine (fiktive) kinetische Großskulptur vor, die sich über 500 Meter auf Gleisen zwischen dem modernen Gebäude der Kongresshalle, dem Beitrag der USA zur Internationalen Bauausstellung Interbau 1957 und dem Reichstagsgebäude im wilhelminischen Stil auf einen Damm langsam hin und her bewegen sollte. Diese, mit Arm, ca. 70 Meter hohe Stahlgitterkonstruktion war größer als Eiffels Vorbild, aber analog der „Little Liberty“ (vor dem Transport nach New York) „der Länge nach in zwei Teile geteilt“. Jeweils über Rechner an den Wasserverbrauch von Ost- und Westberlin gekoppelt, bewegten sie sich aufeinander zu, bzw. voneinander weg, nachdem sie am Umkehrpunkt angelangt waren. Durch Annäherung und Vereinigung der beiden Hälften wurde das veränderliche Ost-West Monument als „Denkmal zum Denkmodell“. Mit dem Titel sollte eine mögliche Überwindung der Teilung der Stadt (und damit Deutschlands) symbolisiert werden. Die begann im folgenden Jahr durch den Prozess der Wiedervereinigung, war am 3. Oktober 1990 abgeschlossen und mündete schließlich in das Projekt für ein Freiheits- und Einheitsdenkmal, das der Bundestag im Jahr 2007 beschloss und sich inzwischen als kinetische Großskulptur in Bau befindet.
Auch der Künstler Hartmut Skerbisch bezog sich mit seinem Projekt nicht auf das Äußere der Freiheitsstatue. Im Jahr 1992, zum 500. Jahrestag der Entdeckung Amerikas, wurde es für das Festival Steirischer Herbst vor der Grazer Oper realisiert. Bei der in Größe und Dimension identischen Kopie der inneren Tragkonstruktion wurde die Fackel durch ein Schwert und die Tafel durch eine Kugel ersetzt. Da die Werke von Skerbisch „auch immer eine politische Intention in sich tragen“, kann man Schwert und Weltkugel im übertragenen Sinn als Zepter und Reichsapfel deuten, die als Insignien der Macht für den Anspruch auf die Weltherrschaft stehen. Anlass für die Großskulptur war die Aufführung der Neubearbeitung der Oper „Amerika“ nach dem gleichnamigen Romanfragment Amerika von Franz Kafka. Die Statue, die zunächst als „Kunst auf Zeit“ konzipiert war, behielt den Arbeitstitel Lichtschwert bei und ist heute mit der Oper und dem Next Liberty einer der Grazer kulturellen Brennpunkte.

## Kultureller Einfluss

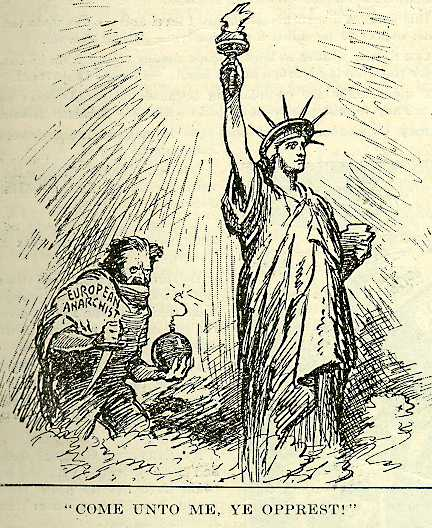
Antianarchistische und xenophobe Propaganda-Karikatur während der Hochphase der Red Scare (Roten Angst) von 1919, veröffentlicht in der Tageszeitung Commercial Appeal, Memphis (Tennessee); der Untertitel (ironisch in biblischer Sprache (Mt 11,28 EU)) bedeutet übersetzt: „Kommt zu mir, ihr Unterdrückten!“ (“Come unto me, ye opprest!”)

Die Freiheitsstatue hat einen hohen Wiedererkennungseffekt und ist für viele Menschen ein Symbol der Vereinigten Staaten, ähnlich wie das Sternenbanner oder Uncle Sam. Um diese Symbolik entstehen zum Teil hitzige Kontroversen, die selten die Statue selbst betreffen. Vielmehr wird nach der Wahrhaftigkeit der Symbolik gefragt, die entweder mit dem American Dream und der Offenheit der amerikanischen Gesellschaft bestätigt oder aber als Heuchelei abgelehnt wird. In den amerikanischen Medien gilt die Freiheitsstatue als Wächterin der von ihr symbolisierten Werte. Dabei ist sie weltweit, insbesondere jedoch im eigenen Land, Objekt zahlreicher Karikaturen, in denen sie mit verändertem Gesichtsausdruck, anderen Posen oder mit unterschiedlichen Objekten in ihren Händen gezeigt wird.

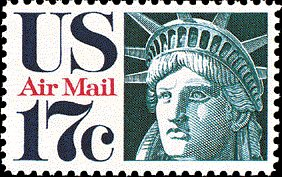
Amerikanische Briefmarke von 1971 mit dem Kopf der Freiheitsstatue

Das Abbild der Freiheitsstatue ziert zahlreiche amerikanische Briefmarken und Münzen. So erschien sie 1986 auf Gedenkmünzen aus Anlass des hundertsten Jubiläums, 1997 auf dem American Platinum Eagle, 2001 auf der New Yorker Ausgabe der State Quarters und seit 2007 auf dem Präsidentendollar. Die Fackel der Freiheitsstatue ist auf der aktuellen Zehn-Dollar-Note doppelt abgebildet. Mit der Freiheitsstatue werden oft Konsumartikel wie Coca-Cola oder Kaugummi beworben. Zahlreiche Institutionen mit regionalem Bezug nutzen sie als Identifikationsfigur. Von 1986 bis 2000 war sie beispielsweise auf neuen Kfz-Kennzeichen des Staates New York abgebildet. Das Team New York Liberty der Women’s National Basketball Association ist nicht nur nach der Statue benannt, sondern bildet sie auch in ihrem Logo ab, wobei die Flammen der Fackel einem Basketball ähneln. Auch das Logo der New York University enthält die Fackel.

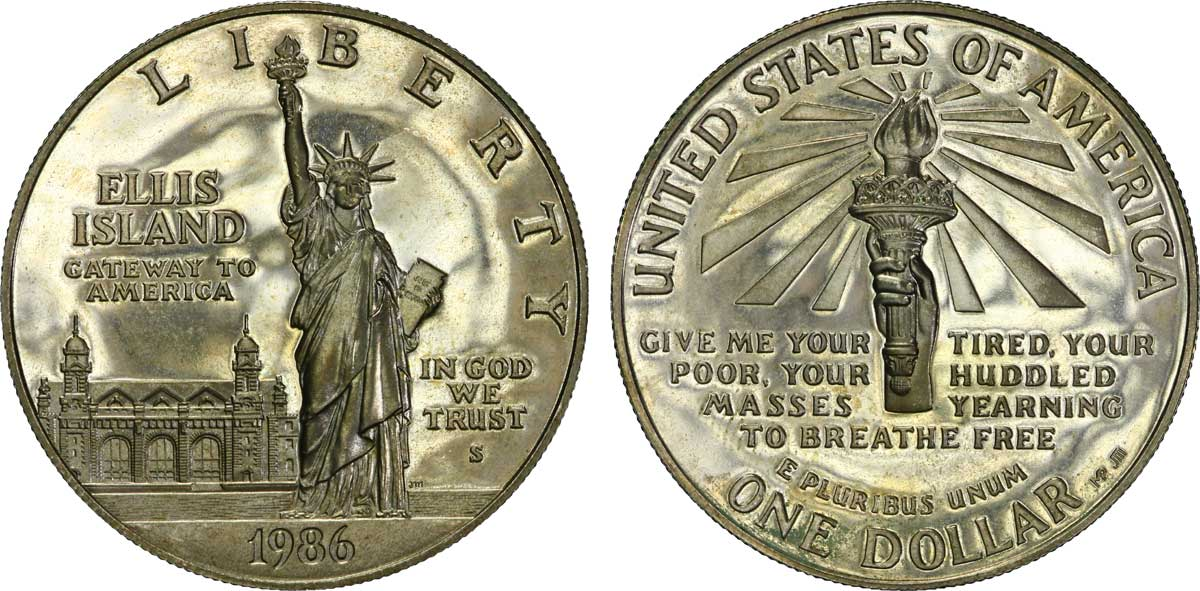
Gedenkmünze zum 100-jährigen Jubiläum

Zahlreiche Künstler ließen sich von der Freiheitsstatue inspirieren, so zum Beispiel Andy Warhol. Wie in anderen Kunstsparten steht die Freiheitsstatue auch in der Musik für gegensätzliche politische Ansichten. Der Country-Sänger Toby Keith besang sie im Lied Courtesy of the Red, White and Blue (The Angry American), einem leidenschaftlichen und patriotischen Bekenntnis zu den Vereinigten Staaten nach den Terroranschlägen vom 11. September 2001. Dem gegenüber war das Album Bedtime for Democracy der Punkband Dead Kennedys mit einer in parodistischer Weise gezeichneten Statue auf dem Cover ein Protest gegen die Politik der Reagan-Regierung. 1983 machte der Zauberkünstler David Copperfield das Verschwinden der Freiheitsstatue zum Höhepunkt seiner jährlichen Fernsehshow The Magic of David Copperfield.
In zahlreichen Filmen dient die Freiheitsstatue als Kulisse. Ein frühes Beispiel ist Der Einwanderer von Charlie Chaplin (1917). Als Handlungsort spielt die Statue unter anderem in den Filmen Saboteure von Alfred Hitchcock (1942), Ghostbusters II (1989), Remo – unbewaffnet und gefährlich (1985) und X-Men (2000) eine Rolle. In Science-Fiction-Filmen ist die Beschädigung oder Zerstörung der Statue oft ein Symbol für Hoffnungslosigkeit oder das Ende der Zivilisation, beispielsweise in Independence Day (1996), The Day After Tomorrow (2004) und Cloverfield (2008). Als besonders prägend für das Genre gilt der Film Planet der Affen (1968), in dem der überlebende Held die Trümmer der Statue findet und erkennt, dass er auf der Erde der Zukunft gelandet ist, die von den Menschen zerstört wurde. 1979 schrieb Robert Holdstock in der Encyclopedia of Science Fiction über die Freiheitsstatue:

“Where would [science fiction] be without the Statue of Liberty? For decades it has towered or crumbled above the wastelands of deserted [E]arth—giants have uprooted it, aliens have found it curious … the symbol of Liberty, of optimism, has become a symbol of science fiction’s pessimistic view of the future.”

„Wo wäre Science Fiction ohne die Freiheitsstatue? Jahrzehntelang ragte oder zerbröselte sie über den Ödländern der menschenleeren Erde. Riesen haben sie entwurzelt, Aliens fanden sie sonderbar … das Symbol der Freiheit, von Optimismus, wurde zu einem Symbol der pessimistischen Sicht der Zukunft von Science Fiction.“

## Film
- Ken Burns (Regie): The Statue of Liberty. Dokumentarfilm, USA, 1985.
- Mark Daniels (Regie): Lady Liberty. Freiheit erleuchtet die Welt. Fernsehfilm-Dokumentation mit Spielszenen, Frankreich, 2013. (über den Film (Memento vom 23. Februar 2014 im Internet Archive))